# Балканский театр военных действий Первой мировой войны
Балканский театр военных действий Первой мировой войны (28 июля 1914 — 29 сентября 1918) — один из театров боевых действий Первой мировой войны, располагавшийся на Балканском полуострове.
На Балканском фронте сражались сербские, черногорские, греческие, французские, британские, итальянские и русские войска (Антанта) против австро-венгерских, германских, турецких и болгарских войск (Центральные державы).
Активные манёвренные боевые действия на Балканах в основном происходили во время нескольких кампаний: сербская кампания (июль 1914 — ноябрь 1915), салоникская кампания (ноябрь 1915 — сентябрь 1918) и румынская кампания (август 1916 — декабрь 1917).
Балканский фронт охватывал обширные территории Балканского полуострова. Боевые действия велись на территории Сербии, Черногории, Греции, Албании, Болгарии, Румынии.
Боевые действия на Балканах начались с боевых действий австро-венгерской армии против сербских и черногорских войск. Кампания 1914 года оказалась неудачной для австрийской армии, которая не смогла сломить сопротивление сербской армии и выполнить поставленные задачи. К концу 1914 года на Балканах установился позиционный фронт. Осенью 1915 года австро-германское командование создало ударную группировку на Балканском фронте и повело наступление против ослабленной сербской армии. Также на стороне Австрии и Германии в войну вступила Болгария, которая начала наступление против Сербии с востока. Однако в это время в Салониках (Греция) высадился десант Антанты из англо-французских войск, сербские войска отступили в Албанию, а затем были эвакуированы на остров Корфу. Затем сербские войска присоединились к союзным войскам в Салониках. Сербия и Черногория были полностью оккупированы. Черногория была выведена из войны. На Балканах образовался новый фронт — Салоникский. В августе 1916 года на стороне Антанты выступила Румыния, однако румынская армия была разбита австро-германо-болгарскими войсками, а практически вся территория страны оккупирована. Вплоть до сентября 1918 года на Салоникском фронте не было активных действий. В сентябре 1918 года войска Антанты — английские, сербские, французские и греческие (Греция вступила в войну на стороне Антанты в 1917 году) — нанесли решительное поражение болгарским войскам в ходе крупномасштабного наступления. 29 сентября Болгария заключила перемирие с державами Антанты. Первая мировая война на Балканском театре военных действий завершилась.

## Предвоенная обстановка

### Предпосылки Первой мировой войны на Балканах
Балканы нередко оказывались «пороховой бочкой» Европы. В XV веке Балканский полуостров был захвачен Турцией и включён в состав Османской империи. Народы полуострова на многие столетия оказались под турецкими владычеством. Общий враг — турки — сплотил покорённые народы. Нередко в европейских владениях Османской империи вспыхивали национально-освободительные восстания.
К середине XIX века на Балканах началось формирование независимых государств — Сербии, Греции, Румынии, Болгарии.
После того как балканским странам удалось добиться автономии и независимости, изменился общий враг для молодых Балканских стран. Австро-Венгерская империя, стремившаяся установить гегемонию на Балканах, была опасна для молодых неокрепших государств.
Их стремление обезопасить свою независимость поддерживалось Россией, под эгидой которой в противовес Австрии был создан Балканский оборонительный союз. В него вошли Болгария, Греция, Сербия и Черногория. Однако Балканский союз начал враждовать с Турцией, в которой проживало много сербов, болгар, греков. Балканский союз стремился окончательно «выдворить» Турцию с Балканского полуострова.

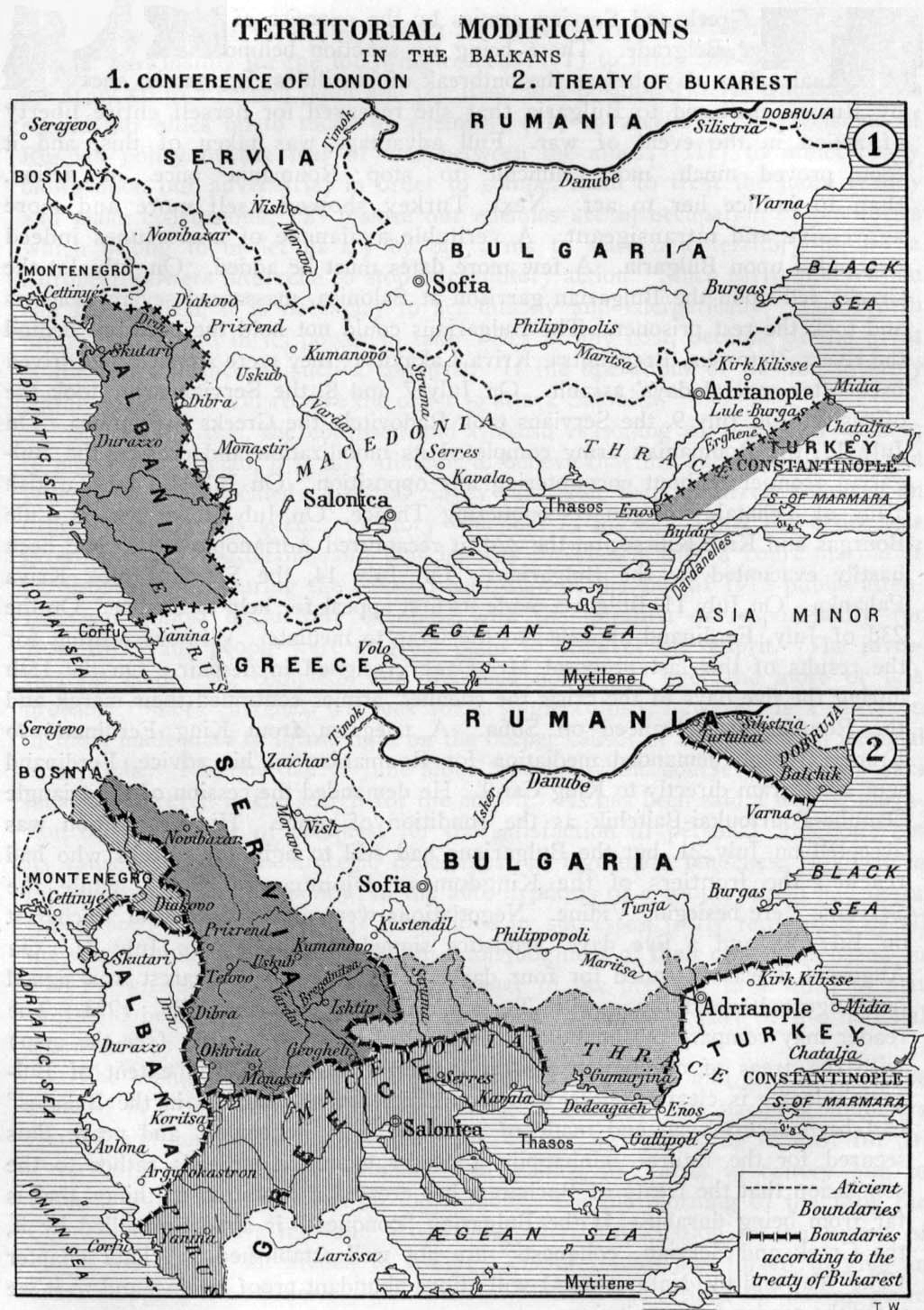
Карта выпущена в 1914 году и демонстрирует спорные территории Балканского полуострова — «пороховой бочки Европы». Размежевание по Лондонской конференции перед войной (сверху) и окончательные границы после Второй Балканской войны по Бухарестскому миру (снизу)

Кроме того, балканские страны надеялись расширить свои территории за счёт ослабевшей Османской империи. Болгария стремилась включить в свой состав весь восточный Балканский полуостров. Сербия желала получить выход к Адриатическому морю, присоединить Македонию и Албанию. Черногория стремилась занять крупные турецкие порты на Адриатике и Новопазарский санджак. Греция также стремилась расширить границы.
Эти противоречия вылились в Первую Балканскую войну, в которой Балканский союз нанёс решительное поражение Османской империи. Все европейские владения Турции, кроме Стамбула и его окрестностей, перешли под контроль Балканского союза.
Однако среди стран союза происходили конфликты по поводу судьбы освобождённых территорий. Так, Сербия и Болгария одновременно претендовали на Македонию, Греция и Болгария спорили о Фракии, в свою очередь, Румыния предъявляла территориальные претензии к Болгарии. Эти противоречия между победившими странами быстро переросли во Вторую Балканскую войну, в которой Сербия, Греция, Черногория а затем Румыния и Османская империя выступили против Болгарии, нанеся ей быстрое поражение.
В результате Второй Балканской войны Македония была разделена между Грецией и Сербией, Турция вернула небольшую часть европейских владений, а Румыния захватила Южную Добруджу.
В 1908—1909 годах произошёл Боснийский кризис. В ходе него Австро-Венгрия, которая пыталась утвердить свою гегемонию на Балканах, при поддержке Германии сначала оккупировала, а затем аннексировала Боснию и Герцеговину. На Боснию претендовала и Сербия, которая стремилась выйти к Адриатическому морю и включить в состав земли, населённые сербами (в Боснии проживало большое число сербов). К тому же политики в Белграде опасались, что после Боснии Австро-Венгрия начнёт аннексию и самой Сербии.
Тем не менее Австро-Венгрия сумела добиться международного признания законности аннексии Боснии. Российская империя, оставшись наедине с воинственно настроенными Австрией и Германией, была вынуждена признать законность австрийской аннексии, это пришлось признать и Сербии. Обида от дипломатического поражения долго продолжала тлеть и в Белграде, и в Петербурге. Сербы не смирились с фактом аннексии, и в Сербии стали появляться организации, ставившие своей целью «воссоединение» Боснии с Сербией.
В то же время Австро-Венгрия опасалась потери Воеводины, Боснии и других территорий в которых проживало большое число сербов. В Сербии после двух успешных Балканских войн усилились позиции радикалов. Помимо этого радикально настроенные офицеры из организации «Чёрная рука» фактически захватили власть в стране. Сербия поддерживала тайные организации, действовавшие на территории Австрии, дестабилизируя положение в её славянских регионах. Помимо этого в 1913 году несмотря на сложное международное положение сербские войска вошли на территорию Албании. В ходе Албанского кризиса сербы под давлением международного сообщества вывели свои войска. В результате этих агрессивных действий сербского руководства Австро-Венгрия получила повод объявить Сербии войну.
Таким образом, причиной для начала войны стало соперничество между Сербией и Австро-Венгрией за право контроля всех южнославянских земель.

### Сараевское убийство
Сербия была не согласна с аннексией Боснии Австрией. В Сербии стали появляться тайные националистические организации, ставившие задачу освободить Боснию, где проживало большое количество сербов, от «австрийского владычества». Самой могущественной и многочисленной из таких организаций была «Чёрная рука». На территории Боснии действовала организация «Млада Босна», которая также ставила задачу воссоединения Боснии с Сербией.

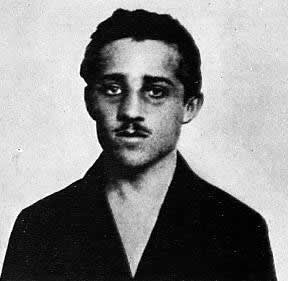
Гаврило Принцип — убийца эрцгерцога

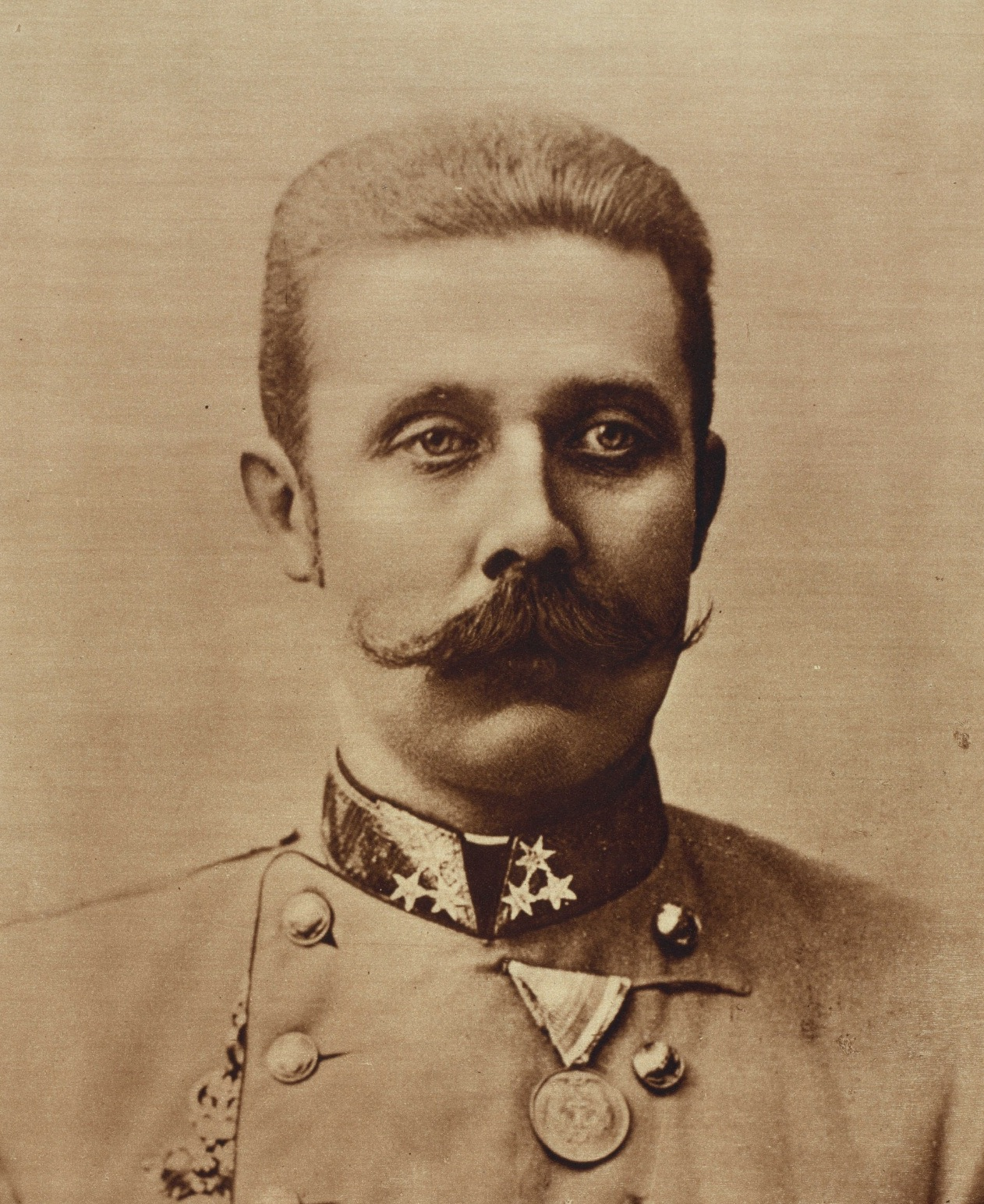
Эрцгерцог Франц Фердинанд

В конце июня 1914 года наследник австро-венгерского престола эрцгерцог Франц Фердинанд вместе с женой Софией прибыл в Сараево — главный город Боснии — с целью наблюдения за военными манёврами и открытия музея. Фердинанд считался сторонником триализма — идеи преобразования двойственной австро-венгерской монархии в тройственную австро-венгерско-славянскую. Третье славянское королевство было бы серьёзной угрозой для Сербии.
«Млада Босна» поставила задачу убить Фердинанда во время его визита в Сараево. Убийство было спланировано шестью заговорщиками.
28 июня 1914 года Франц Фердинанд на поезде прибыл в Сараево по приглашению генерал-губернатора Боснии Оскара Потиорека. Затем кортеж из шести автомобилей направился в центр города. Здесь в кортеж эрцгерцога один из заговорщиков, Неделько Чабринович, бросил гранату, но промахнулся. Чабринович был схвачен полицией. Казалось, что покушение провалилось. Затем, после того как Франц Фердинанд прочитал речь в городской ратуше, он изъявил желание поехать в госпиталь навестить раненых при неудачном покушении. Однако шофёр эрцгерцога поехал по неправильному маршруту, ему это объяснили, и он стал медленно разворачивать машину. В это время автомобиль с эрцгерцогом и его женой увидел один из заговорщиков, Гаврило Принцип.
Он подбежал к машине и выстрелил из пистолета: сначала в жену Франца Фердинанда, а затем и в него самого. Принцип был схвачен толпой народа и жестоко избит (позднее ему даже пришлось ампутировать руку).
Сразу же после убийства эрцгерцога в Сараево начался антисербский погром. Все шесть заговорщиков были арестованы. Один из заговорщиков на допросе заявил, что оружие для покушения было предоставлено сербским правительством. Это дало повод австрийским властям обвинить Сербию в помощи и поддержке террористов.

### Июльский кризис
Австро-Венгрия ещё в 1913 году пыталась развязать против Сербии войну, чтобы устранить главного противника австрийского господства на Балканах, однако для развязывания войны не было достаточных оснований. После убийства эрцгерцога Фердинанда такие основания у австрийского правительства появились.
На следующий день после убийства министр иностранных дел Австрии Берхтольд писал венгерскому премьер-министру графу Тиса о своём намерении «использовать сараевское преступление, чтобы свести счёты с Сербией». В эти же дни австрийский император Франц-Иосиф I заручился поддержкой главного союзника — Германии. 5 июля император Германии Вильгельм II заверил, что Берлин поддержит Вену. 19 июля австрийское правительство окончательно приняло решение о войне с Сербией.
23 июля Австро-Венгрия предъявила Сербии ультиматум, который состоял из десяти пунктов. Ультиматум был явно невыполним и составлен так, чтобы Сербия отвергла его, дав тем самым основание для начала боевых действий. На ответ было отведено 48 часов. Ультиматум содержал унизительные для Сербии требования. Пятый пункт гласил: «Допустить действие на территории Сербии государственных служб Австро-Венгерской империи для пресечения любой антиавстрийской деятельности». Этот пункт нарушал суверенитет и Конституцию Сербии.
Сербская сторона приняла все десять пунктов ультиматума (пятый пункт — с оговорками), кроме шестого, а именно отказалась допустить австрийских представителей к участию в расследовании сараевского убийства. Отказ от одного пункта был расценён австрийцами как отказ от ультиматума. Австро-венгерское посольство покинуло Белград, что означало разрыв дипломатических отношений. Российская империя сделала ряд попыток склонить Австрию к переговорам на базе сербского ответа. Великобритания, Франция и Италия предлагали Вене вынести вопрос на обсуждение конференции четырёх великих держав. Однако Австрия ответила категорическим отказом. Сербский королевич-регент Александр I обратился за поддержкой к российскому императору Николаю II, который заявил, что Россия не оставит в беде Сербию.
В итоге, отвергнув все мирные предложения, 28 июля 1914 года Австро-Венгрия объявила Сербии войну. 31 июля Франц-Иосиф I подписал указ о всеобщей мобилизации в Австро-Венгрии. В этих условиях 29 июля Николай II отдал приказ о всеобщей мобилизации в России. Германия потребовала от Российской империи прекратить военные приготовления. 30 июля Николай II отменил всеобщую мобилизацию, сделав последнюю попытку сохранить мир, однако новое предложение о начале мирных переговоров было решительно отвергнуто Австро-Венгрией.
1 августа 1914 года Германия объявила России войну, 3 августа — Франции. 4 августа Британская империя объявила войну Германии. Началась Первая мировая война.

## Особенности Балканского театра
Балканский театр военных действий охватывал территории Черногории, Албании, Сербии и часть Болгарии и Греции. На севере театр боевых действий ограничивали реки Сава и Дунай, на востоке — условная линия Лом-Паланка, София, Кавала, на юге — побережье Эгейского моря от Кавалы до района Салоникского залива, на западе — Адриатическое море. Территория театра военных действий простиралась на 400 км в длину и 300 км в ширину.
Основная часть этой территории была гористой, только небольшие участки вдоль рек и побережья моря были равнинные. На западном участке театра боевых действий были довольно высокие горы, достигавшие высоты 2600 м. Центральная часть фронта (территория Сербии) представляла собой горную область с высотами 1000—1500 м. К западу от Софии Балканские горы достигали высоты 2400 м.
Что же касается района действий на Сербском фронте со стороны Австро-Венгрии от реки Дрины или со стороны Болгарии от реки Тимок, то предгорья в виде ряда отрогов, идущих с юга на север к Дунаю, позволяли сербской армии использовать ряд выгодных рубежей для активной обороны.
Наиболее труднодоступными участками фронта были восточный и западный. Поэтому главные действия развивались в центральном направлении на Белград и Салоники.
Самыми важными реками на Балканском фронте были Дунай и его притоки Сава и Дрина. Дунай возле Белграда имел ширину 1500—1900 м, глубину до 14 м, поэтому его было трудно форсировать. Сербские берега, как Дуная, так и Савы, были очень удобны для активной обороны на протяжении почти 400 км. Центральную часть театра военных действий пересекали более мелкие реки: Морава, Вардар и Струма.
В итоге на данном фронте вследствие его гористого характера, малочисленности путей сообщения, недостатка запасов продовольствия, нехватки боеприпасов военные действия проводились в трудных условиях. Действующим здесь войскам, за исключением некоторых районов побережья Эгейского моря, пришлось вести горную войну. Вследствие бедности региона, где проходили боевые действия, войска должны были рассчитывать на подвоз продовольствия только извне. Также из-за отсутствия собственной военной промышленности Сербия зависела от своих союзников. Сербии постоянно требовался подвоз вооружений, боеприпасов, обмундирования и медикаментов.

## Силы и планы сторон

### Силы сторон
Австро-Венгрия
Против Сербии Австро-Венгрия развернула 239,5 батальонов и 37 эскадронов, 516 орудий и 392 пулемёта. Главнокомандующим австро-венгерскими силами на Балканах был назначен Оскар Потиорек.
- 2-я армия (командующий генерал Бём-Эрмоли) — по течению рек Савы и Дуная (по обе стороны Белграда; в боевых действий на Балканах участия не принимала и была переброшена в Галицию с большей частью орудий и пулемётов)
- 5-я армия (командующий генерал Либориус фон Франк) — по левому берегу Дрины до впадения её в Саву (80 000 человек)
- 6-я армия (командующий Оскар Потиорек) — в Боснии, между Сараевом и сербской границей (60 000 человек)[19].

Итого: 200 000 человек
Сербия
Сербия развернула четыре армии. Сербские силы включали 247 000 человек и 610 орудий (из них до 40 тяжёлых, 180 орудий старых образцов), более 246 пулемётов. Главнокомандующим сербской армии стал принц-регент Александр I, фактически же командующим был начальник Генерального штаба Радомир Путник.
- 1-я армия (командующий генерал Бойович) — её главные силы были сосредоточены в районе Паланка, Рача, Топола.
- 2-я армия (командующий генерал Степанович) — являлась маневренной группой, развёрнутой в районе Белграда.
- 3-я армия (командующий генерал Юришич-Штурм) — маневренная группа, развёрнутая в районе Валева.
- Ужицкая армия (командующий генерал Божанович) — прикрывала долину Верхней Моравы с запада и обеспечивала связь с Черногорией[20].

Черногория
Черногория развернула 45 000—60 000 человек, 100 полевых и 100 горных орудий. Черногорскую армию возглавил король Черногории Никола I, начальником Генерального штаба стал сербский генерал Божидар Янкович.
- Плевлянская дивизия (командующий бригадир Гойнич) — находилась восточнее Плевли.
- Герцеговинская дивизия (командующий сердар[22] Вукотич) — развёртывалась на границе с Герцеговиной.
- Ловченская дивизия (командующий дивизияр Мартинович) — в районе Ловчена.
- Дивизия «Старая Сербия» (командующий бригадир Вешович) — развёртывалась на границе с Албанией.

Итого: 300 000 человек

### Планы сторон и развёртывание войск
План ведения войны против Сербии австро-венгерского командования предусматривал развёртывание трёх армий. По плану эти армии должны были вторгнуться в Сербию и Черногорию и обойти сербскую армию с флангов. Однако немецкое командование потребовало от Австро-Венгрии сосредоточить крупные силы против Российской империи. В этих условиях австро-венгерское командование стало спешно перебрасывать 2-ю армию (190 000 человек) в Восточную Галицию против русских войск.

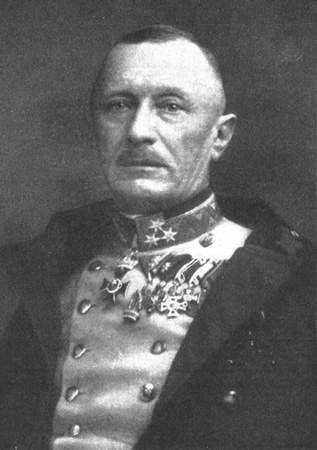
Командующий австро-венгерскими войсками генерал Оскар Потиорек

По этой причине командующий австрийскими войсками генерал Потиорек принял новый план наступления против Сербии и Черногории. 7-й корпус в нижнем течении Савы должен производить лишь отвлекающие действия. Решительное наступление от Дрины должны были начать 4-й, 8-й, 13-й и часть 15-го и 16-го корпусов. Остальные части 15-го и 16-го корпусов должны были развернуться против черногорской армии. 9-й корпус находился в резерве. Имея в распоряжении хорошую сеть железных дорог в Банате, австрийское командование могло развернуть главные силы именно там, захватить Белград и наступать вглубь Сербии на центральном направлении, по долинам рек Колубара и Морава для захвата главного «арсенала» Сербии — Крагуеваца. Минусом этого плана было то, что австро-венгерским войскам пришлось бы форсировать сложные водные рубежи — реки Дунай и Сава. Второй вариант наступления со стороны реки Дрины был удобнее для наступавших войск. В случае его реализации австрийцы прикрыли бы свои фланги и уменьшили риск обхвата. Однако на Дринском участке малочисленность дорог и горная местность были удобны для обороняющихся сербов.

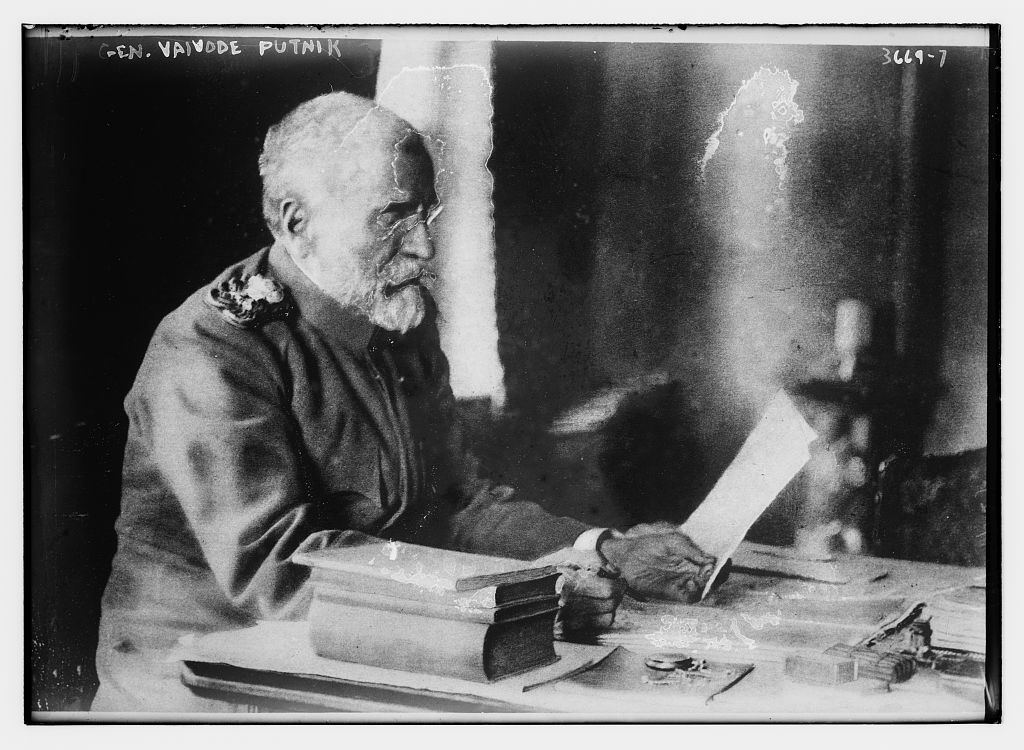
Командующий сербскими войсками воевода Радомир Путник

После Балканских войн сербские вооружённые силы были полностью реорганизованы, число дивизий было увеличено с пяти до десяти. К началу войны Сербия смогла выставить 12 пехотных и одну кавалерийскую дивизии в составе четырёх армий. План сербского командования по ведению войны предусматривал два варианта:
- борьба с Австро-Венгрией;
- борьба с Австро-Венгрией в союзе с Россией.

Сербская армия начала развёртывание четырёх армий: 1-я должна была обороняться по берегам Дуная, 2-я армия была сосредоточена в районе Белграда, 3-я армия развёртывалась в районе Валево, 4-я армия развёртывалась в районе Верхней Моравы и обеспечивала связь с черногорской армией. В результате из числа 12 пехотных и одной кавалерийской дивизий восемь образовали маневренную группу, прикрытую по естественным оборонительным линиям рек Дуная, Савы и Дравы резервными дивизиями третьего призыва и обеспеченную со стороны Болгарии защитой естественных преград — реками Тимоком, Моравой и горным хребтом между ними.
Из-за угрозы австрийского вторжения с севера (реки Дунай и Сава) и запада (река Дрина) сербские войска прикрыли оба этих направления, сосредоточив в центре страны маневренную группу из восьми дивизий, находившуюся на одинаковом расстоянии от обоих участков возможного наступления.
Когда выяснилось, что Австро-Венгрии предстоит борьба на два фронта (против Сербии и России), сербское командование не исключало возможности перехода в наступление в районе рек Савы и Колубары у Шабаца. 9 августа командующему 2-й сербской армией даже был дан приказ провести разведку на данном участке. Однако попытки сербской армии организовать наступления в Среме и в Боснии не увенчались успехом.
Сербская армия имела ограниченные резервы — как людские, так и материальные. Её командование сумело мобилизовать 247 000 человек. Однако, несмотря на то, что сербская армия уступала австрийским войскам в численности, она заняла очень выгодное положение.
Черногорская армия развернула 6000 человек в Новопазарском санджаке, вдоль западной границы с Австро-Венгрией — 29 000 солдат и офицеров, основные же силы были оставлены внутри страны.
Удачное расположение сербских и черногорских войск в сочетании с партизанскими методами боевых действий полевых войск позволили сербской и черногорской армиям, несмотря на отдалённость от союзников и острую нужду в боеприпасах и других средств, долгое время противостоять австро-венгерским войскам.

### Вооружение сторон
Сербская армия не успела оправиться от сражений двух Балканских войн и пополнить арсеналы, закупить новое вооружение. Сербская пехота была вооружена маузеровскими магазинками под патрон 7 × 57 мм. Остро ощущалась нехватка вооружений, боеприпасов и других материальных и технических средств. Значительная часть артиллерийских орудий являлись устаревшими, однако несмотря на это в сербской армии было 48 тяжёлых орудий. Также у Сербии не было авиации и флота. Отсутствовала своя военная промышленность.
Материальная сторона вооружения Сербии была поставлена лучше чем у Австро-Венгрии. Как и другие европейские армии, сербская армия располагала оружием и боеприпасами, которых было достаточно на 3-4 месяца войны. Уже к 16 августа 1914 года Российской Империей было поставлено 93 млн патронов и 113 тыс. винтовок. Организации армии, то есть устройства главной квартиры, тылового управления, интендантской части, связи между отдельными частями — здесь же все преимущества были на стороне австрийцев. То же можно сказать о организации медицинской помощи и о специальных войсках.
Черногорская пехота была вооружена винтовками Мосина. Также как и Сербия, Черногория не имела авиации и собственной военной промышленности. Однако черногорская армия имела около 100 горных орудий, что в условиях боевых действий в горах было очень важно. Черногория не имела своего флота, поэтому с первых дней войны австрийский флот легко установил блокаду побережья Черногории.
Австрийская пехота уступала пехоте балканских стран в материально-техническом плане, кроме того она не получила защитную униформу. Австро-венгерская пехота была вооружена винтовками образца 1895 года Манлихера, пистолетами Рота. На вооружении состоял станковый пулемёт Шварцлозе. Однако, в австрийской армии имелись аэропланы, также австрийский флот полностью обеспечил блокаду черногорского побережья и поддерживал австрийские войска при операциях в прибрежных районах. Кроме этого имелась Дунайская флотилия для действий на Дунае. Австрийское командование сосредоточило значительное количество артиллерии. Однако горные орудия были явно устаревшими. Военное производство в Австро-Венгрии было налажено и поэтому в ходе боевых действий австрийские войска практически не испытывали нужды в патронах. Однако австро-венгерская артиллерия выступила в войну с 500 снарядами на орудие, тогда как все остальные армии вышли с большим запасом. С первыми же боями наступил снарядный голод, который не был изжит в течение всей войны, несмотря на усилия, которые принимались по развитию производства и мобилизации гражданской промышленности. В снарядах австро-венгерская артиллерия безусловно оказывалась в более тяжёлом положении, чем остальные армии.

## Кампания 1914 года

### Начало боевых действий; битва при Цере

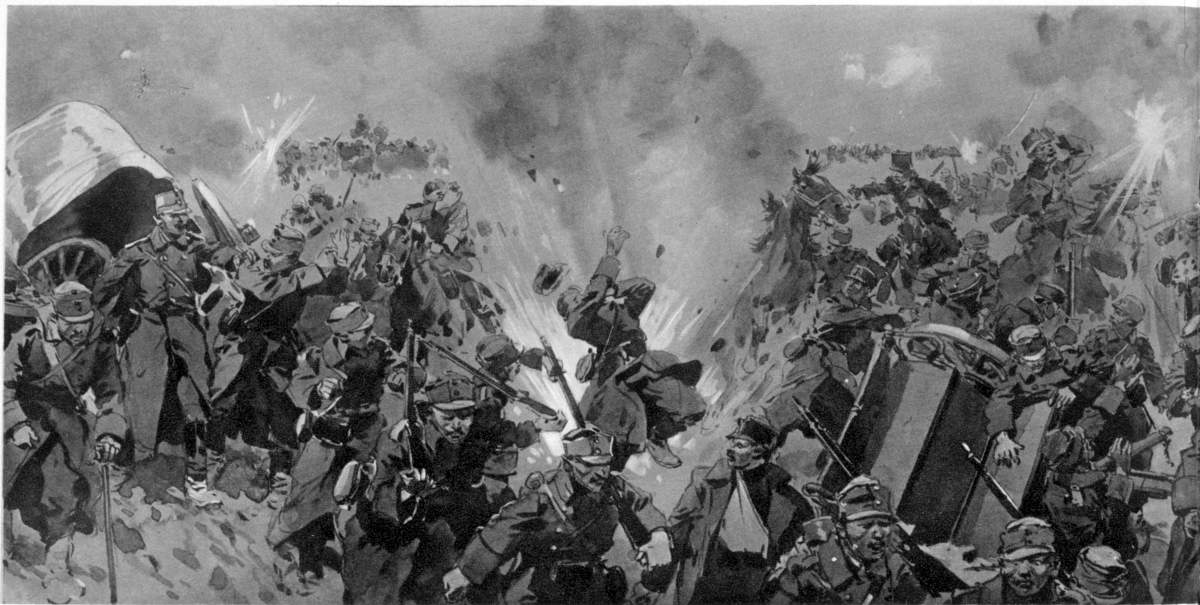
Австро-венгерские войска под обстрелом сербской артиллерии

Боевые действия на Балканском фронте начались 28 июля 1914 года, сразу же после объявления войны, когда австрийская артиллерия и Дунайская флотилия ВМС Австро-Венгрии начали обстрел Белграда. Общее же наступление австрийцы начали 12 августа, когда было завершено сосредоточение войск. На северном фланге фронта действовали части 2-й австрийской армии, которые ещё не успели отправиться на Восточный фронт в Галицию. 15 августа они заняли Шабац. Основные силы 5-й и 6-й австрийских армий готовились к форсированию Дрины, наводя через неё мосты. На переправу через Дрину австрийские войска потратили четыре дня.
В это время навстречу австро-венгерским войскам двигались 2-я и 3-я сербские армии. Уже 16 августа у Шабаца начались бои, у Слатины сербские войска сковали и отбросили австро-венгерские части. В полосе 3-й сербской армии бои носили упорный характер, и на некоторых участках сербам пришлось отойти. В последующие дни к сербам подтянулись оставшиеся части, и им удалось прорвать австро-венгерский фронт у Лозницы. Для австрийцев сложилась неблагоприятная ситуация, и они 19 августа начали отход по всему фронту. В этих условиях австро-венгерское командование было вынуждено задействовать части 2-й армии, задерживая их отправку в Галицию.
С 20 августа сербские войска начали преследование отступавших австрийских войск. В некоторых местах австрийские арьергарды стойко сдерживали сербов, а в некоторых отступление превратилось в бегство австро-венгерских войск. В итоге к 24 августа австро-венгерские войска были отброшены к рекам Сава и Дрина.
Сербская армия захватила 50 000 пленных, 50 орудий, 150 зарядных ящиков, значительное количество ружей, повозок, военного снаряжения и продовольственных запасов. Таким образом, сербским войскам удалось отразить первое наступление австрийских войск. В этих боях сербская армия также понесла ощутимые потери, потеряв до 15 000 человек убитыми, ранеными и пленными.
Победа при Цере имела стратегическое значение для Антанты. В период ожесточённых боёв в Галиции сербская армия сковала некоторые части 2-й австрийской армии на Балканах, при этом нанеся австрийским войскам поражение.

### Продолжение боевых действий; битва на Дрине

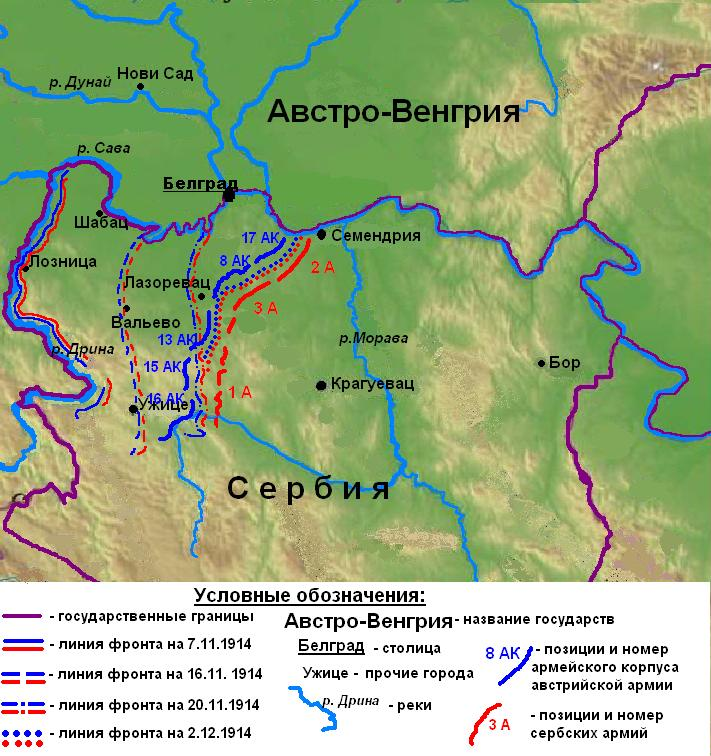
Положение на сербском фронте перед началом контрнаступления сербских войск

После поражения при Цере австрийские войска начали готовиться ко второму наступлению. Сербские войска предпринимали попытки перейти в наступление, но в районах Митровицы, Земуна и Сараево были вынуждены отступить на исходные позиции. Перегруппировав свои силы, австро-венгерское командование 7 сентября начало новое наступление с целью обойти сербские армии с юго-запада.
В ночь на 8 сентября австрийцы начали форсирование Савы, но тут же были отброшены сербскими войсками. После ожесточённых боёв и многочисленных попыток австрийцев переправиться через реку их войскам не удалось форсировать Саву. На южном фланге фронта австрийцам удалось занять хребты на правом берегу Дрины, но сербские войска оказали ожесточённое сопротивление. Австро-венгерские части безуспешно атаковали хребты до 6 ноября, однако, в конце концов, сербская армия начала отход из-за нехватки боеприпасов.
7 ноября сербские войска под угрозой охвата отошли на новые оборонительные рубежи. 14 ноября 1914 года австрийские войска заняли Валево. В это же время австрийские войска пытались проникнуть в долину Моравы, однако переправившиеся через Дунай у Семендрии шесть австро-венгерских батальонов были полностью уничтожены.
Пребывание на сербской территории австро-венгерских войск сопровождалось пожарами и насилием над мирным населением.
В итоге второго австро-венгерского наступления, несмотря на ожесточённое сопротивление сербских войск, австрийцам удалось продвинуться вперёд и форсировать Дрину. Сербская армия из-за угрозы охвата и недостатка боеприпасов, ружей, обмундирования (в сербской армии была острая нехватка обуви) начала отступление на новые оборонительные рубежи, сопровождая свой отход контратаками.
В октябре 1914 года члены ВМРО, начали партизанскую войну на территории оккупированной Сербией в ходе Второй Балканской войны Вардарской Македонии. В ноябре 1914 деятельность боевых групп ВМРО в сербской Македонии крайне активизировалась. Сербская армия ответила карательными акциями против гражданского населения. Болгарские комитаджи действовали только на территории оккупированной Сербией, но не Грецией, чтобы не давать повод Греции для действий против Болгарии.

### Сражение при Колубаре

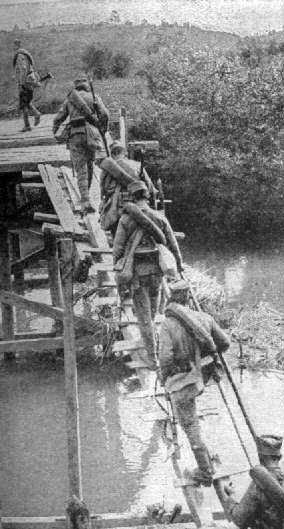
Сербские солдаты во время битвы при Колубаре

Австрийские войска продолжали наступление. 16 ноября подразделения 5-й и 6-й австро-венгерских армий атаковали позиции сербских войск с целью захватить железнодорожную ветку Обреновац — Валево. 5-й австрийской армии удалось захватить Лазаревац и оттеснить 2-ю сербскую армию. 24 ноября 6-я армия сумела захватить стратегическую высоту — гору Мальен. 25 ноября войска 5-й армии оттеснили 2-ю и 3-ю сербские армии и, форсировав реку Лъег, вышли во фланг 1-й сербской армии.
Ввиду создавшегося положения генерал Живоин Мишич принял решение оставить позиции и отвести сербские войска к городу Горни Милановац. Генерал Мишич хотел перегруппировать войска и со свежими силами начать контрнаступление. Первоначально план Мишича вызвал недовольство командующего сербской армией Радомира Путника, потому что для этого было необходимо оставить Белград. Однако вскоре план Живоина Мишича был принят, и сербы начали отступление.
30 ноября 1914 года сербы оставили Белград и со 2 декабря сербский фронт проходил между Дунаем и верховьем Моравы, по высотам Дрение, Космай, Лазоревац и западным склоном плато Рудник. Австрийцы заняли оставленный сербами Белград, считая сербскую армию неспособной к дальнейшему сопротивлению. Командующий австро-венгерскими войсками Оскар Потиорек принял решение разгромить 2-ю сербскую армию, не боясь оголить свой фланг перед 1-й сербской армией, которая, как он считал, ослаблена и не будет вести активных действий. Однако к этому времени в Сербию через Салоники и по Дунаю стала прибывать помощь от союзников (из Франции и России). Франция прислала оружие и боеприпасы, а Россия — также боеприпасы и продовольствие. Эта помощь позволила сербской армии вновь перейти к активным действиям. Совместными действиями сербов и русских был потоплен австро-венгерский монитор "Темеш".

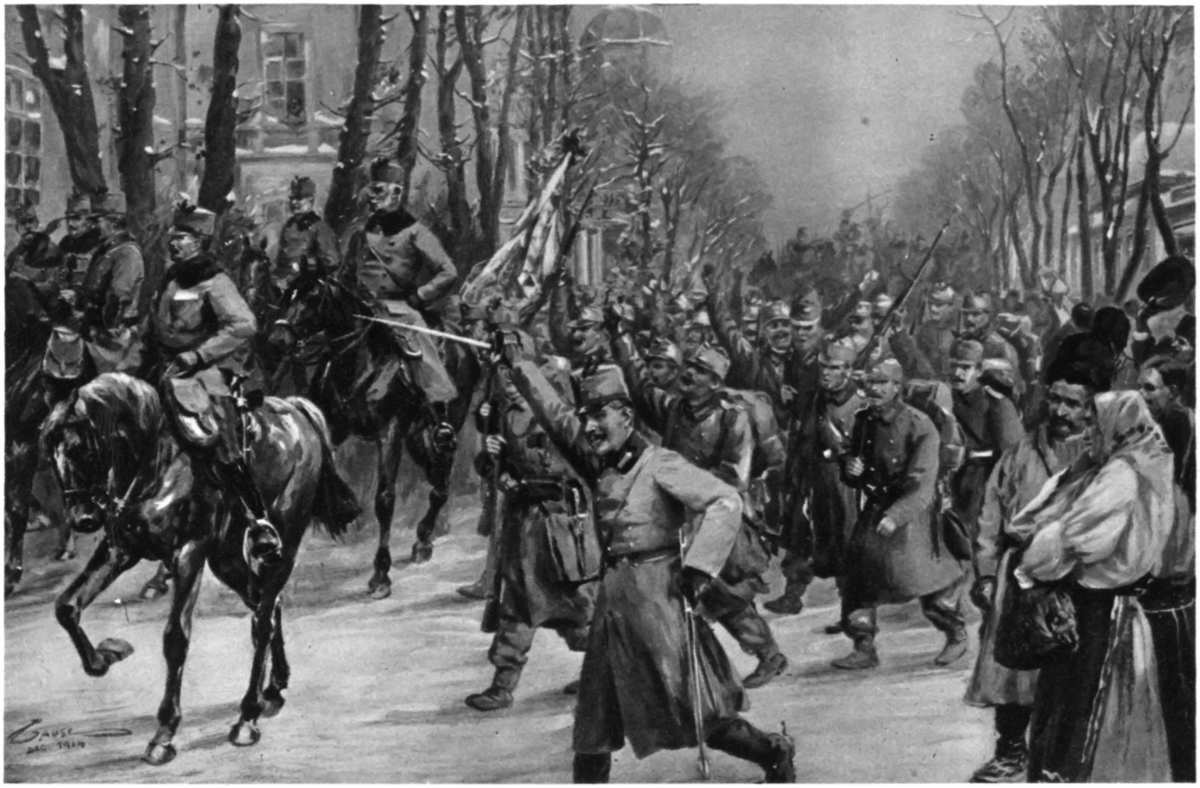
Австрийская 5-я армия вступает в Белград. 5 декабря 1914 года

По плану сербского контрнаступления 1-я армия генерала Мишича должна была начать наступление и овладеть массивом Сувобор, затем в наступление переходили 2-я и 3-я армии. Утром 3 декабря Путник дал приказ о начале контрнаступления, части 1-й армии перешли в атаку на массив Сувобор и застали врасплох австрийские части, которые не ожидали со стороны сербов каких-либо активных действий. Здесь австрийские войска три дня сдерживали наступавших, однако 5 декабря начали отход. Когда успех 1-й армии был обеспечен, в бой вступили 2-я и 3-я армии. В сложившейся ситуации Потиорек принял решение атаковать 2-ю сербскую армию, однако все австро-венгерские атаки были отбиты. Затем австрийцы были отброшены на укреплённую позицию южнее Белграда, однако и оттуда 13 декабря они были выбиты и отброшены на территорию Австро-Венгрии.
15 декабря сербские войска вновь вступили в Белград, территория страны была очищена от австрийских войск. Однако развить успех и организовать преследование австрийских войск сербскому командованию не удалось. Сербские войска приостановились на рубежах рек Савы и Дрины.
Сербская армия в этих боях потеряла 22 000 человек убитыми и 19 000 пленными. Австро-венгерская армия потерпела тяжёлое поражение. Австрийцы потеряли 28 000 человек убитыми, 46 000 пленными, три знамени, 126 орудий, 70 пулемётов, 362 зарядных ящика, 2000 лошадей и др..

### Итоги кампании 1914 года
После двух поражений в 1914 году на Балканском фронте австрийское командование отказалось от активных действий на сербском фронте. Австрийцы перебросили войска с Балканского фронта на Восточный, в Карпаты, для обороны от русской армии, оставив против сербской армии всего лишь два корпуса. Австро-венгерские войска понесли тяжёлые потери на Балканском фронте в 1914 году, потеряв 7600 офицеров и 274 000 солдат. Генерал Людендорф в своих воспоминаниях позже отмечал:
В Сербии австро-венгерские войска были разбиты и уже не являлись полноценным боевым инструментом.
Поражение Австро-Венгрии в кампании 1914 года нанесло серьёзный удар по планам Австрии и Германии, которые не смогли установить прямую связь с Османской империей, вступившей в войну на их стороне. Генерал Потиорек был отправлен в отставку, командующим австрийскими войсками на Балканах стал эрцгерцог Ойген.
Сербская армия в течение кампании 1914 года сыграла важную роль для Антанты, стянув большое число австро-венгерских войск и не дав перебросить их против русской армии. Однако победа досталась Сербии тяжёлой ценой. Остро ощущалась нехватка продовольствия, медикаментов, обмундирования. В её рядах началась эпидемия тифа. Сербская армия за 1914 год потеряла 132 000 человек. Численность сербской армии не превышала 100 000 человек. Черногорская армия насчитывала 50 000 человек и в кампании 1914 года сыграла большую роль в борьбе с австрийскими войсками.
Вследствие перечисленных факторов война на Балканском фронте приобрела характер позиционной.

## Кампания 1915 года
В начале 1915 года стабилизировалась линия позиционного фронта, и на Балканском фронте установилось временное затишье. К лету 1915 года сербам удаётся восстановить боеспособность своей армии во многом благодаря поддержке союзников — Франции, Британской империи и Российской империи. Во время прорыва русского фронта и Великого отступления русской армии из Польши и Галиции русское командование обращалось к сербской стороне с просьбой организовать наступление, чтобы оттянуть часть австро-венгерских корпусов из Галиции. Но командующий сербской армии Радомир Путник ответил, что сербская армия не располагает достаточными силами и средствами для наступления.

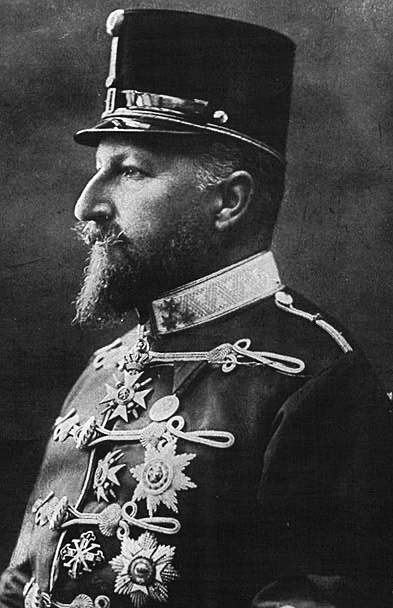
Царь Болгарии Фердинанд I

В то же время Центральные державы окончательно приняли решение разгромить Сербию и Черногорию в 1915 году для того, чтобы установить связь Османской империи с другими членами блока. Как показал опыт кампании 1914 года, одна Австро-Венгрия без поддержки Германской империи была не в состоянии решить эту задачу.
В середине лета 1915 года, когда на Балканском фронте царило позиционное затишье и войска не вели никаких операций, Австро-германский блок начал готовиться к военной операции против сербских войск. Для этого германские дипломаты планировали вовлечь в войну на своей стороне Болгарию. Берлин дал гарантии болгарскому правительству, что в случае вступления в войну на стороне Центральных держав Болгарии будут переданы территории Сербии, Румынии и Турции. Кроме того, летом 1915 года австро-германские войска вели успешное наступление на Восточном фронте, турки успешно оборонялись по ходу Дарданелльской операции, а франко-британские войска не могли прорвать германский фронт на западе.
Антанта также пыталась вовлечь Болгарию в войну на своей стороне. Союзники заверили болгарское правительство, что в случае выступления на стороне Антанты, Восточная Фракия и часть территорий Македонии войдут в состав Болгарского царства. Однако конкретных заверений по поводу территорий в Македонии, страны Антанты дать не могли. Сербия (в состав, которой входила Македония) не хотела идти на уступки Антанте и передавать после войны часть своих земель в состав Болгарии. А Германия и Австро-Венгрия однозначно предложили Болгарии передать после войны всю Македонию, Фракию, а также территории Румынии (если румынское правительство выступит на стороне Антанты). Помимо этого, германская сторона настояла на том, чтобы Османская империя передала в состав Болгарии территорию вдоль правого берега реки Марицы.
Эти факторы сыграли решающую роль для болгарского правительства. Будучи уверенным, что победа будет за блоком Центральных держав, а Болгария получит все обещанные территории, царь Фердинанд I, настроенный прогермански, принял окончательное решение выступить на стороне Центральных держав.
В итоге 6 сентября 1915 года в Софии была заключена военная конвенция между Болгарией и Центральными державами, что означало вступление Болгарии в войну на стороне австро-германского блока. Согласно указанной конвенции Германия и Австро-Венгрия, каждая силами шести пехотных дивизий, в течение 30 дней и Болгария, минимум, четырьмя дивизиями в течение 35 дней должны были быть готовы к действиям на границе Сербии. Общее командование этими войсками должен был принять генерал Макензен. После этого ситуация на Балканах изменилась в пользу Центральных держав. К австрийским и германским войскам присоединилась болгарская армия, которая считалась одной из лучших на Балканах.
Страны Антанты слишком поздно осознали ту опасность, которая грозит их балканским союзникам. Лишь 1 октября 1915 года было принято решение о высадке англо-французского десанта в греческих Салониках и выдвижении его для прикрытия восточного фланга сербской армии. C 5 октября с разрешения греческого правительства в Салониках начал высадку англо-французский экспедиционный корпус численностью 150 000 человек. С 5 октября по 28 ноября 1915 года в Салониках были высажены три французские (57-я, 122-я и 156-я пехотные дивизии; всего 65 000 человек) и пять британских (10-я, 22-я, 26-я, 27-я и 28-я пехотные дивизии; всего 85 000 человек). Россия не могла помочь Сербии, так как Румыния отказалась пропускать через свою территорию русские войска.

### Подготовка к боевым действиям

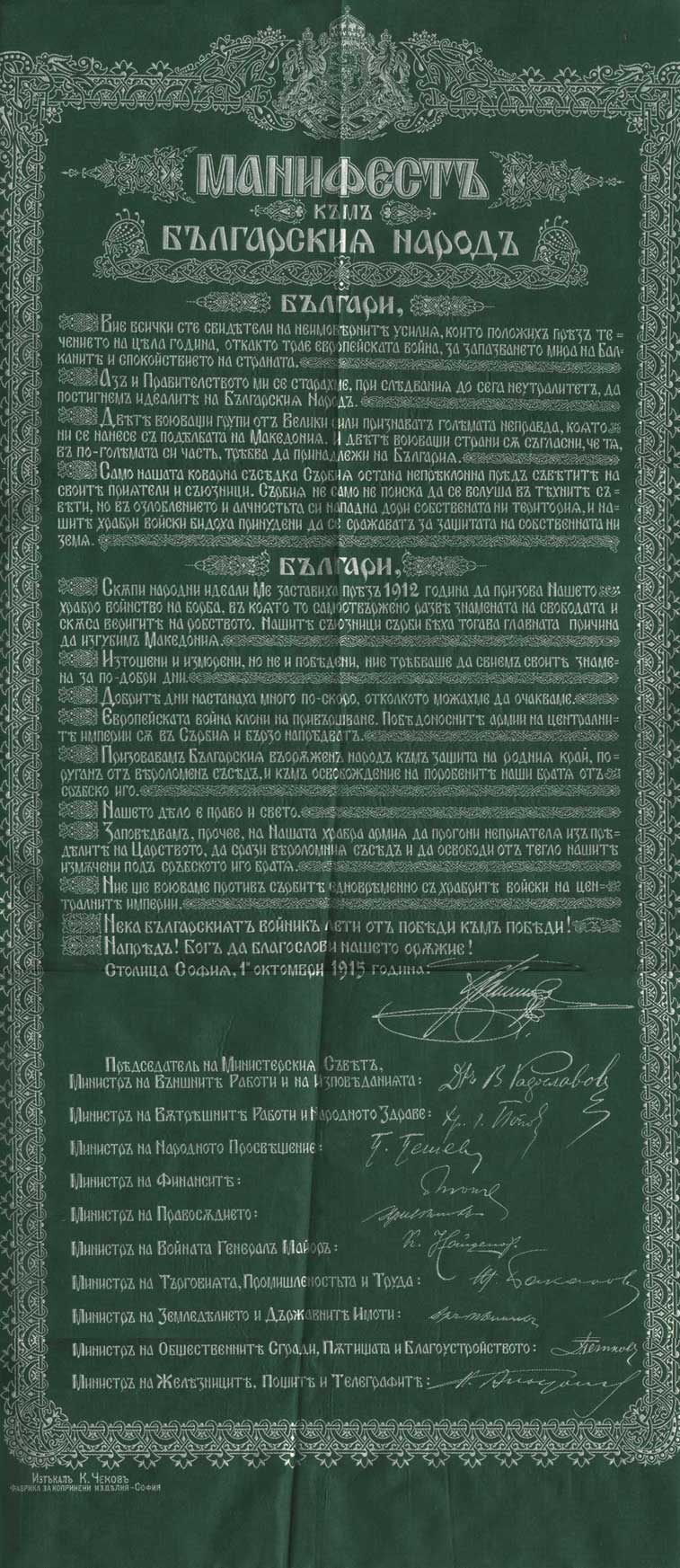
Манифест болгарского царя Фердинанда І, объявляющего войну Сербии

Операцию против Сербии австро-немецкое командование готовило тщательно и всесторонне. Была проведена большая работа по разведке, расширению сети дорог и др. Соблюдалась секретность: по плану Центральных держав наступление должно было стать для сербов большой неожиданностью. К началу наступления австро-германцам удалось достигнуть тройного превосходства в силах и средствах.
По замыслу австро-германского руководства удары с северо-востока и севера, а также болгарские удары с востока в направлении Крагуеваца и Ниша должны были окружить и уничтожить сербскую армию в центре страны. Всего Центральные державы сосредоточили 14 австро-германских и шесть болгарских дивизий под общим командованием генерал-фельдмаршала Макензена.
Австро-германское командование сосредоточило:
- 11-ю германскую армию (командующий генерал Гальвиц; 7 пехотных дивизий), которая была усилена тяжёлой артиллерией.
- 3-ю австрийскую армию (командующий генерал Кёвесс; 3 австро-венгерские и 4 германские пехотные дивизии).
- 19-й австро-венгерский корпус (противостоял черногорской армии).

Всего австро-немецкие войска насчитывали около 330 000 человек.
Сербское командование приняло следующий план ведения боевых действий: опираясь на мощные водные преграды Савы и Дуная, малыми силами оборонять северный участок фронта от австро-германских войск, а главными силами разбить болгарскую армию в стадии её мобилизации, занять Софию и принудить Болгарию к капитуляции. Затем предполагалось бросить все силы против австро-германских войск. Однако этот план Антанта сначала не поддержала, всё ещё надеясь, что Болгария выступит на стороне союзников.
Сербская армия имела в своём составе 12 дивизий, в её рядах находилось около 200 000 человек, 678 орудий.
- 1-я армия (командующий генерал Мишич; находилась в низовьях Дрины и Савы).
- 2-я армия (командующий генерал Степанович; прикрывала границу с Болгарией).
- 3-я армия (командующий генерал Юришич-Штурм; занимала позиции по южному берегу Дуная).

Черногорская армия имела численность около 50 000 человек и 135 орудий. Численность союзнического экспедиционного корпуса должна была составлять около 150 000 человек.
Всего сербские, черногорские силы и союзнический экспедиционный корпус насчитывали 400 000 человек.
Сербской армии в 200 000 человек предстояла борьба с превосходными силами противника (соотношение сил сторон было 3 : 2), имевшего тяжёлые орудия и миномёты, которыми сербы не располагали. Единое командование армиями из-за династических распрей Черногории и Сербии отсутствовало.

### Австро-германское наступление
Наступление австро-германских войск началось в полдень 6 октября 1915 года мощной артиллерийской подготовкой. Огнём тяжёлых орудий разрушались окопы, заграждения, опорные пункты сербов в районе переправ. Также бомбардировке подвергся Белград, в результате чего погибло около 5000 жителей города.
7 октября германские и австро-венгерские дивизии начали наступление. Части 3-й австрийской армии одновременно переправлялись через Дунай (8-й австрийский корпус) и через Саву (22-й германский резервный корпус). Австрийцы и немцы приступили к тралению минных заграждений, после чего началась переправа. Переправа проходила в тяжёлых условиях, сербы отчаянно сопротивлялись. В первый день форсирования австро-германцы потеряли до 66 % своего мостового имущества. Переправившиеся австро-германские части вели ожесточённые бои с сербскими войсками за плацдармы. После наступления темноты переправа была продолжена. Немецким войскам удалось захватить Цыганский остров на Саве, благодаря чему на сербский берег хлынули подкрепления для австро-германских войск. После того, как немцам удалось захватить исправный сербский мост между Цыганским островом и сербским берегом, 43-я резервная германская дивизия ворвалась в Белград. 9 октября подошли пароходы и австрийцы сумели перебросить на сербский берег две пехотные дивизии. Завязались ожесточённые уличные бои. Сербские войска оказывали яростное сопротивление, однако к 9 октября немцы взяли Белград. Сербские войска были вынуждены отходить в южном направлении. Помимо этого 19-й корпус 3-й австро-венгерской армии начал форсирование Дрины и нанёс удар по черногорским войскам, которые также были вынуждены отступать.
11-я германская армия переправлялась через Дунай в районе Рама (главные силы), у Семендрии (второстепенные силы), у Орсовы планировалась демонстративная переправа. Армия испытала огромные трудности, из-за дождей, плохой погоды и сопротивления сербских войск. 8 и 9 октября шёл проливной дождь, помимо этого сербская артиллерия вела яростный огонь. Затем начался ураган, который сильно осложнил переправу немецких войск. После того как 17 октября ураган стих, 10-му резервному корпусу удалось переправиться на сербский берег. Однако в горной местности между Белградом и Семендрией сербские войска оказывали яростное сопротивление переправившимся германским частям. Лишь к 21 октября немцам удалось сломить сопротивление сербских частей и навести два моста, после чего все подразделения 11-й армии завершили переправу. Австро-германские войска за первые дни боёв потеряли только убитыми 10 000 человек. 3-я и 11-я армии продвинулись лишь на 10—15 км.
Главные силы сербской армии, сосредоточенные на болгарской границе, произвели перегруппировку и были вынуждены вступать в боевые действия с наступающими с севера австро-германскими войсками. Черногорцы так же отчаянно сопротивлялись, замедляя наступление австрийских дивизий у Дрины. Однако австро-германские части для развития темпов наступления начали проводить необходимые перегруппировки и подтягивать тяжёлую артиллерию.

### Вступление в войну Болгарии

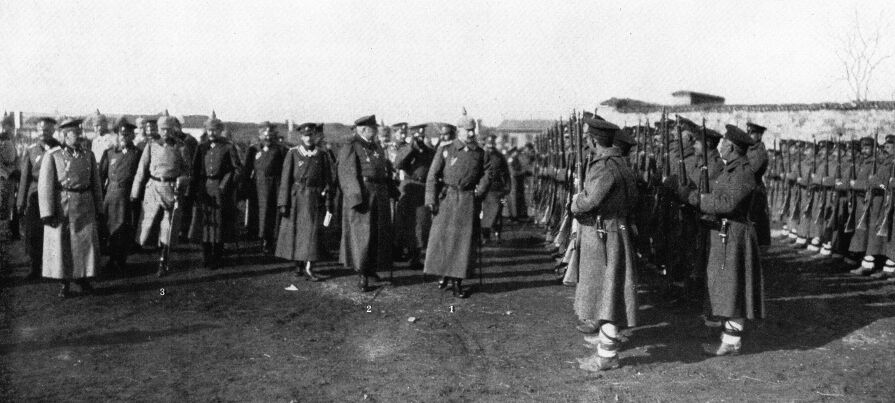
Вильгельм II, Фердинанд I и генерал Макензен в оккупированном Нише

К 8 октября ввиду сложившейся тяжелой ситуации командующий сербской армии Радомир Путник был вынужден вводить в бой силы, выделенные для охраны болгарской границы. В этих условиях 15 октября, после того как Болгария объявила войну Сербии, сербские войска были атакованы перешедшими в наступление болгарскими армиями.
Болгарское командование развернуло для действий против Сербии две армии:
- 1-я армия (командующий генерал Бояджиев; 4 пехотные дивизии)
- 2-я армия (командующий генерал Тодоров; 2 пехотные и 1 кавалерийская дивизии)

6-я пехотная дивизия находилась в районе Кулы, 5-я и 8-я пехотные дивизии развёртывались в районе Белоградчика, а 1-я пехотная дивизия занимала позиции северо-западнее Софии. Подразделения 1-й армии должны были наступать на Пирот и Ниш с целью разгрома 2-й сербской армии. 2-я болгарская армия (3-я, 7-я пехотные дивизии и 1-я кавалерийская дивизия) имела задачу наступать в долине реки Вардар и перерезать связь сербской армии с экспедиционным корпусом Антанты в Салониках.
Таким образом в задачу болгарских войск входил захват Ниша (1-я армия), железнодорожного пути Ниш—Салоники (2-я армия) с целью последующего окружения сербских войск. Однако самая слабая по составу 2-я болгарская армия должна была выполнять самую ответственную операцию. Несмотря на то, что подразделения 2-й армии были оторваны от частей 1-й и могли получить фланговый удар от англо-французского корпуса, командование Центральных держав не посчитало необходимым усиливать 2-ю армию.

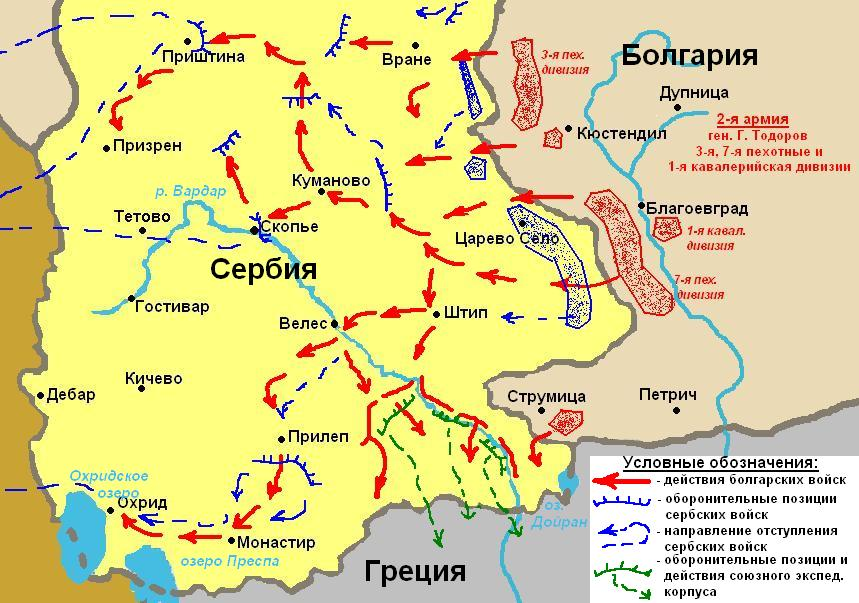
Наступление 2-й болгарской армии

Утром 15 октября болгарские войска вторглись на территорию Сербии. 1-я болгарская армия генерала Бояджиева встретила упорное сопротивление со стороны сербских войск. Подразделения 1-й армии долгое время штурмовали укреплённые позиции сербов у Пирота. 25 октября болгарские войска вынудили сербов отойти за Тимок. Однако 2-я болгарская армия генерала Тодорова без особого труда быстро продвинулась к реке Вардар в Македонии. Болгарские войска нанесли сербам поражение у Куманова и взяли Велес. Эти успешные действия болгарских войск прервали связь сербской армии и союзного экспедиционного корпуса в Салониках.
Опасаясь полного окружения, сербская армия с боями отходила в юго-западном направлении в Черногорию и Албанию, также отступала и черногорская армия. Австро-германские дивизии постоянно преследовали отступавших. Сербские войска иногда проводили контратаки и задерживали их продвижение.
Положение сербской армии было катастрофическим. 22 октября австро-германо-болгарские войска возобновили своё наступление. Под натиском превосходящих сил сербская армия была вынуждена отступать. 5 ноября болгары заняли Ниш. После занятия Ниша австро-немецкие и болгарские части соединились и повели совместное наступление. В то же время три англо-французские дивизии выдвинулись из Салоник в Македонию для помощи сербской армии, однако у реки Черны были атакованы 2-й болгарской армией и отступили. Попытки англо-французских войск восстановить сообщение с сербской армией были отбиты болгарскими войсками.

### Дальнейшие боевые действия
Австро-германские части (которые были усилены германским альпийским корпусом) продолжали наступление с севера. Ввиду этого главный штаб сербской армии переместился из Крагуеваца в Крушевац. В последующих боях с австро-германскими войсками сербские подразделения понесли тяжелейшие потери и отступали в спешном порядке. Лишь частям 2-й болгарской армии сербы оказывали яростное сопротивление, поскольку наступление 2-й армии могло перерезать пути отхода сербов в Албанию. Для того, чтобы отрезать пути отхода основным силам сербской армии и окружить её, болгарское командование приняло решение усилить 2-ю армию пехотной дивизией из состава 1-й болгарской армии. Однако последующие атаки болгарских войск успехов не имели.
1 декабря в боях в районе Призрена сербская армия была разбита болгарскими войсками, понеся тяжёлые потери. Большое число сербов попало в плен. Также сербские отряды, вступавшие в боевые столкновения с подразделениями 3-й и 11-й армий австро-германских войск, несли тяжёлые потери. В итоге после этих боёв сербские силы были полностью вытеснены с территории Сербии. Болгарская армия, захватив Охрид, установила контроль над Вардарской Македонией. В конце ноября австро-венгерские части отбросили черногорскую армию на территорию Черногории и продолжили наступление с целью захвата столицы.

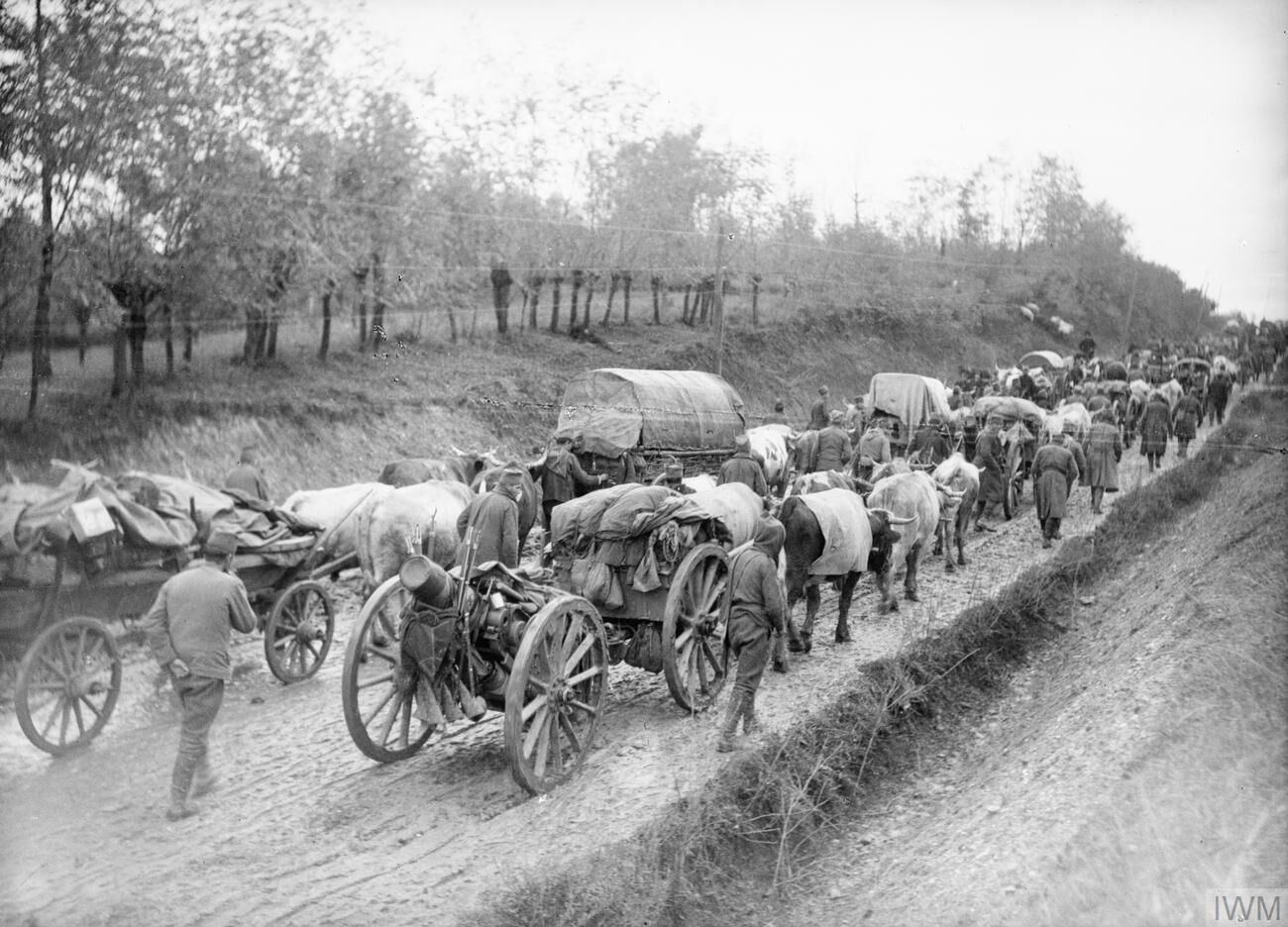
Эвакуация сербской армии в Албанию. 1915

Сербская и черногорские армии продолжали отступление в направлении Албании и Черногории. Вместе с военными отступало и мирное население, опасаясь террора австро-германских войск. Отступление проходило в тяжёлых условиях горной местности. Отступающие стремились выйти к побережью Адриатического моря, где союзники обязались эвакуировать остатки сербской и черногорской армии и гражданское население.
В ходе дальнейших боёв сербская армия потеряла 55 000 солдат и офицеров, отступая по горным дорогам Албании Командование сербской армии было вынуждено уничтожить артиллерию и обозы. Помимо отступающей армии и мирного населения, сербское командование было вынуждено эвакуировать и пленных австро-венгерской армии (30 000 солдат и 700 офицеров). 26 ноября из Призрена эвакуировалось и сербское правительство. Выжившие в условиях тяжёлого перехода сербы (150 000 человек) в январе 1916 года были эвакуированы на остров Корфу. Вся территория Сербии и Черногории была оккупирована врагом.
В ходе отступления сербской армии важнейшую роль сыграли черногорские войска. Для того, чтобы прикрыть отход сербских войск к Адриатическому морю, Санджакская дивизия черногорской армии 6—7 января 1916 года у города Мойковац одержала победу над превосходящими силами австро-венгерской армии, сдерживая наступление австрийцев и дав возможность частям сербской армии отступить. Но черногорская армия также находилась в тяжёлом положении, австрийцы продолжали наступление и черногорцы были вынуждены вскоре отступить. 14 января австрийцы взяли Цетине. Основная часть уцелевшей черногорской армии попала в окружение австрийских войск.
Операция против Сербии и Черногории длилась около двух месяцев, в результате вся территория этих стран была оккупирована войсками Центральных держав. Сербии пришлось обороняться против превосходящих сил противника. Позже премьер-министр Великобритании Ллойд Джордж писал:
Сербия была покинута союзниками вопреки торжественному обещанию своевременной поддержки.
Центральные державы не осмелились нарушить границу нейтральной Греции и ограничились выдвижением к границе двух болгарских армий, усиленных немецкими дивизиями.

### Эвакуация сербской армии

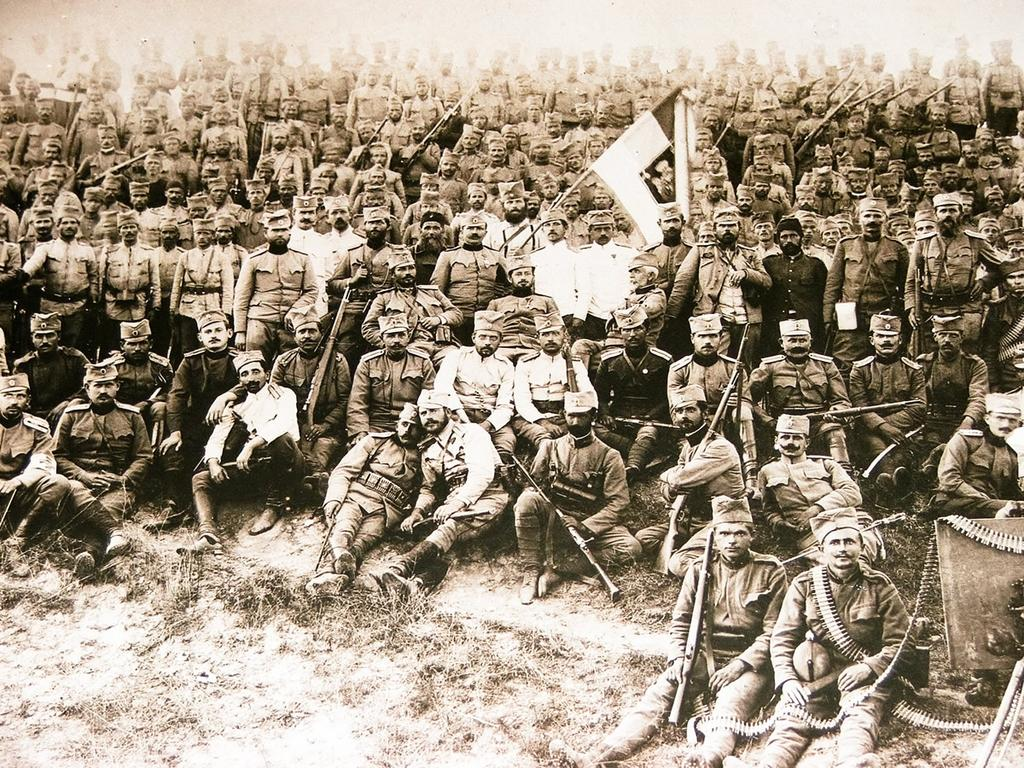
Сербская армия на Корфу

Вступив в пределы Албании сербское командование приняло решение дать отдых измотанным отступающим частям в городе Скутари. Однако в конце декабря эта идея не была реализована, поскольку сербской армии угрожали части 2-й болгарской армии, взявшие Монастир и двигавшиеся в Албанию, на Эльбасан. Помимо этого части 3-й австро-германской армии развивали энергичное наступление против ослабленной черногорской армии и также угрожали отступающим с севера. После того как сербская армия достигла берегов Адриатического моря, австрийской флот начал активные операции против портов Дураццо и Сен-Джовани-де-Медуа, в которые вступили отступающие сербы. Австро-венгерский флот и авиация, имевшие базу в Каттаро постоянно тревожили сербскую армию нападениями и обстрелами, помимо этого австрийские суда и подводные лодки нападали на транспорты с продовольствием, предназначенные для сербов.
Таким образом сербская армия могла быть прижата к морю и уничтожена австро-германо-болгарскими войсками. В этих условиях французское командование приняло решение перевезти сербскую армию в Италию, а затем в Тунис где сербские части должны были быть реорганизованы и в дальнейшем направлены на фронт.
Однако такая перевозка требовала бы больших морских сил, поэтому командующий французской армией Жоффр настоял, чтобы сербская армия была эвакуирована на греческий остров Корфу. После принятия этого решения 12 января союзные войска начали оккупацию греческого острова Корфу. Сен-Джовани-де-Медуа находился в сфере действий австрийского флота, поэтому союзниками было принято решение о направлении сербских частей в Валону (занятую итальянцами), откуда и должна была начаться эвакуация. Часть сербских войск (50 000 человек) начали новый поход к Валоне (240 км). Остальные сербские подразделения эвакуировались из Дураццо.
Из-за долгих споров о месте эвакуации из 250 000 сербов отступивших в Албанию, к началу эвакуации в живых осталось 160 000 человек, 80 горных орудий и 15 000 животных. Эвакуация сербской армии на Корфу завершилась 26 февраля 1916 года. На острове также долго не могли наладить снабжение сербов, поэтому многие погибли от истощения уже на самом острове. С февраля 1916 года началась реорганизация разбитой сербской армии и к апрелю 1916 года она была готова к отправке на Салоникский фронт. Перевозка сербской армии морем в Салоники была завершена 30 мая 1916 года.

### Итоги кампании 1915 года

Сербия и Балканский фронт в ходе кампании 1915 года
Территории, оккупированные Австро-Венгрией
Территории, аннексированные Болгарией

В результате кампании 1915 года территории Сербии и Черногории были оккупированы Центральными державами. Победа Центральных держав на Балканах в 1915 году принесла им большие выгоды. После оккупации Сербии и Черногории установился фронт Центральных держав от Балтийского до Средиземного моря. Германия установила прямую связь с Османской империей, южный фланг Австро-Венгрии был защищён, а освободившиеся дивизии командование Центральных держав могло направить на Восточный и Итальянский фронты.
Австро-германо-болгарские войска практически полностью сумели выполнить план боевых действий на Балканах. Территорию Черногории оккупировали австрийские войска. Территорию Сербии заняли также австро-венгерские и болгарские войска. Черногорская армия была демобилизована, а сербская армия в результате мощного наступления противника, тяжёлых условий отступления и постоянных боёв понесла значительные потери. Помимо людских потерь сербские войска потеряли большое число орудий, боеприпасов и т. д.
Значительные успехи войск Четверного союза на Балканах принесли им крупные стратегические и дипломатические успехи. Помимо перечисленных выгод (установления прямого сообщения с Турцией и привлечения в войну на своей стороне Болгарии), австро-германский блок значительно ослабил позиции Антанты во всём регионе.
Однако окружить и уничтожить сербскую армию не удалось. Сербская армия весной 1916 года будет реорганизована и вольётся в состав союзных сил на Салоникском фронте. Умелое использование войск, контрудары в условиях горной местности, а также поставленная непосильная задача 2-й болгарской армии по окружению сербских войск помешали армиям Центральных держав окружить и полностью уничтожить сербские войска.

## Кампания 1916 года

### Образование Салоникского фронта
Ещё 14 октября малые силы экспедиционного корпуса Антанты (несколько батальонов) вступили на территорию Сербии. Союзное командование планировало мощным фланговым ударом поддержать сербские войска и восстановить с ними связь. Однако отход сербской армии в направлении Албании и нерешительность командующего англо-французского корпуса генерала Саррайя не позволили реализовать этот замысел. 21 ноября подразделения 122-й французской пехотной дивизии после боя с болгарскими войсками оставили южный берег Черны, после чего войска всего корпуса начали движение с территории Сербии в Грецию.
В это время германское командование решало вопрос о том, как следует действовать против войск Антанты в Греции. Болгарское командование считало, ввиду того, что в Греции действует большое число войск противника, то и Грецию следует считать врагом Центральных держав. Однако в итоге германское командование, учитывая тот факт, что оно не имело возможности как-либо существенно поддержать сторонников Центральных держав в Греции, приняло решение воздержаться от действий в отношении неё, которые могли бы побудить греческое правительство вступить в войну на стороне Антанты.
После завершения операции против Сербии, германское командование считало, что оставлять свои войска на Балканах бессмысленно и начала переброску значительной части своих войск на Западный фронт. Начальник генерального штаба Германии Эрих фон Фалькенхайн считал, что основную роль в противостоянии с англо-французскими войсками, высадвишимися в Салониках должна играть болгарская армия. Вследствие этого в середине ноября 1915 года с Болгарией было заключено соглашение о том, что болгары будут воевать и с силами экспедиционного корпуса Антанты.
5 декабря подразделения 2-й болгарской армии начали наступление в Македонии. Войска экспедиционного корпуса союзников под давлением болгарских войск начали отход в долину реки Вардар. 8 декабря болгарские войска потеснили части 10-й английской дивизии и захватили 10 орудий. Правый фланг союзных войск оказался обнажённым и из-за этого силы корпуса были вынуждены отойти на новый рубеж обороны. В ходе дальнейшего преследования четырьмя болгарскими дивизиями англо-французских войск, последние отошли на укреплённую позицию в районе Салоник на территории Греции.
При отступлении союзниками были эвакуированы большая часть различных запасов для сербской армии из района Гевгелии. В ходе этих боёв союзные войска потеряли 6 000 человек убитыми, ранеными и пленными.
Подразделения 2-й болгарской армии не переходили сербско-греческую границу. Войска Центральных держав расположились на новых позициях следующим образом:
- 1-я болгарская армия — (две пехотные дивизии, одна кавалерийская бригада и германский оряд); заняла позиции от озера Охрид, в районе Монастыря вдоль сербско-греческой границы южнее Прилепа. Помимо этого для обеспечения правого фланга подразделения армии вступили на территорию Албании и заняли Эльбасан.
- 2-я болгарская армия — (три пехотные дивизии); заняла позиции у Струмицы, Петрича, Неврекопа.
- 11-я германская армия — (две германские и полторы болгарские пехотные дивизии); северо-западнее Гевгелии и севернее озера Дойран[61].

Союзное командование укрепляло свои позиции, правый фланг союзного фронта упирался в залив Орфано, а общая протяженность фронта составляла 120 км. Помимо этого союзниками было построено и отремонтировано 200 км грунтовых и железных дорог.

### Положение на Балканах в начале 1916 года
Территория Сербии была оккупирована австро-венгерскими и болгарскими войсками. В австрийской зоне оккупации (северная и центральная Сербия) было создано генерал-губернаторство с центром в Белграде. Восточнее Моравы, на оккупированной болгарами территории создавалось генерал-губернаторство Поморавье с центром в Нише. Территория Вардарской Македонии была преобразована в Македонское генерал-губернаторство. Косово и Метохия были поделены между австрийцами и болгарами — восточные районы заняла болгарская армия, а западные районы оккупировала австро-венгерская.
В начале 1916 года Королевство Черногория было выведено из войны: король Никола I подписал указ о демобилизации черногорской армии и покинул страну, которая была оккупирована австро-венгерскими войсками. Но сербский и черногорский народы продолжали вести борьбу против оккупантов.
После разгрома Сербии образовался новый Салоникский фронт. Командование Антанты планировало, что боевые действия на Балканах должны сковывать здесь как можно больше германских войск и предотвратить их переброску на Западный фронт. Также германское командование, которое играло главную роль в военном управлении Центральных держав, не планировало никаких активных действий на новом Салоникском фронте вследствие недостатка сил, трудностей снабжения в условиях балканской местности и т. д. Предполагалось лишь сдерживать войска противника малыми силами германо-болгарских войск.
В мае 1916 года на Салоникский фронт прибыли дополнительные силы Антанты. Помимо этого, к союзным войскам на Балканах присоединялась полностью реорганизованная сербская армия в составе шести пехотных и одной кавалерийской дивизии под командованием принц-регента Александра (воевода Путник был отправлен в отставку). Всего сербские войска насчитывали 130 000 человек. Силы союзников на Балканах достигли 300 000 человек.

### Боевые действия весной и летом 1916 года
Поскольку германское командование начало переброску своих войск во Францию, перед союзными войсками в Салониках стояла задача начать наступление с целью отвлечь войска противника на себя. Однако действия союзных войск не повлияли на общее положение на фронте, а германские части продолжали перебрасываться на Запад. Болгарские войска также были пассивны.

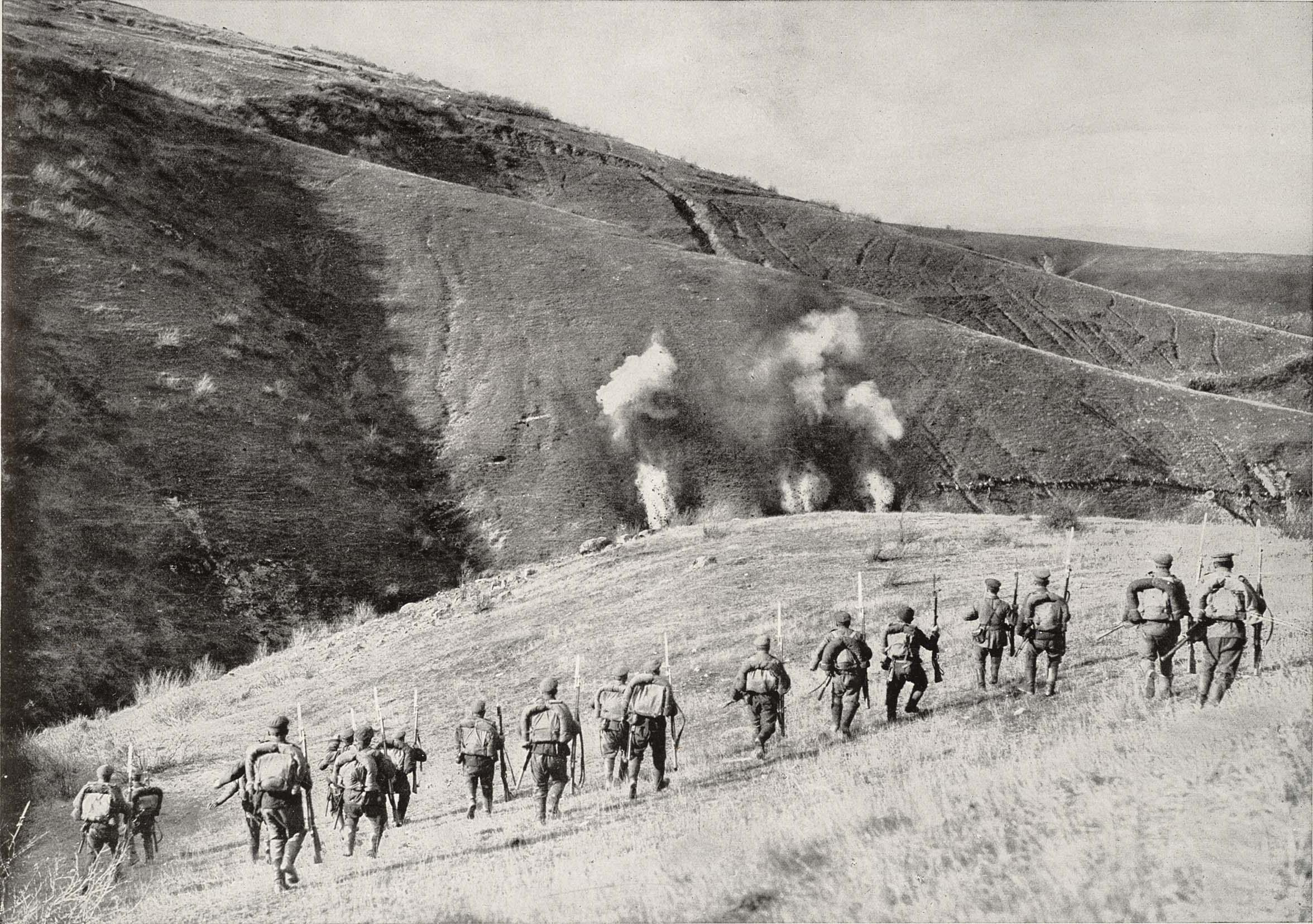
Атака болгарской пехоты у Монастира

Более активные действия начались в августе. У озера Дойран англо-французские войска предприняли попытку прорвать болгарскую оборону, однако, понеся ощутимые потери, были вынуждены к 19 августа полностью прекратить активные действия на этом участке фронта.
В связи с вступлением Румынии в войну на стороне Антанты союзники планировали совместными действиями нейтрализовать Болгарию. Наступление было намечено на 20 августа.
Однако болгарское командование опередило войска Антанты и начало наступление 17 августа. Болгарское командование приняло решение провести первое крупное наступление на Салоникском фронте.
На фракийском направлении болгарские войска взяли города Кавалу, Серес и Драму. После этого болгарские армии начали продвижение своих флангов в греческие Фракию и Македонию, с целью создать охватывающее положение войск Антанты. 23 августа подразделения 1-й болгарской армии захватили высоты в районе Моглены и оттеснили сербские войска (занимавшие здесь позиции) в район Флорины. Эти войска могли соединиться с греческими войсками в Фессалии и угрожать тылу армий Антанты находившихся в районе Вардара и Моглена. После этого Саррай перебросил 3 французские пехотные дивизии, которые при поддержке сербских частей остановили дальнейшее продвижение болгарских войск.
Болгарская армия начала активные действия как в вардарском, так и во фракийском направлении. Болгарские войска заняли ряд населённых пунктов в Греции, потеснив союзные войска. Части 1-й болгарской армии захватили Флорину, также болгарские части интернировали 6373 солдата, 464 офицера и 15 орудий греческой армии. Эти силы с разрешения греческого правительства были вывезены в Германию, где находились до окончания войны. Это имело важнейшее значение, поскольку эти войска не были использованы греческой армией после вступления Греции в войну на стороне Антанты. Болгарские войска продвинулись на 80—90 км: выйдя к побережью Эгейского моря, линия фронта сократилась в среднем на 100 км. Эти активные действия болгар сорвали союзное наступление.
Однако всё же 1 сентября союзники в составе пяти английских, четырёх французских, шести сербских, одной итальянской и одной русской пехотных дивизий начали наступление в направлении Флорины, Монастиры, с целью содействия румынскому фронту.
12 сентября сербско-французские части оттеснили подразделения 8-й болгарской пехотной дивизии и заняли Горничево. 23 сентября французы отбили у болгар Флорину, захватив несколько болгарских орудий. В высокогорных районах, на горе Каймакчалан, происходило сражение между 1-й бригадой 3-й болгарской пехотной дивизии и Дринской дивизией сербской армии. Упорные атаки сербов болгары отражали с помощью артиллерии, которая нанесла сербским войскам тяжёлые потери. После упорных боёв, в результате которых пик несколько раз переходил из рук в руки, к 30 сентября сербским войскам всё же удалось захватить гору. Однако сербская армия понесла тяжёлые потери, потеряв только убитыми 5000 солдат и офицеров.
К 3 октября союзники оттеснили болгар до рубежа, с которого они начали наступление 17 августа.

### Боевые действия в конце 1916 года

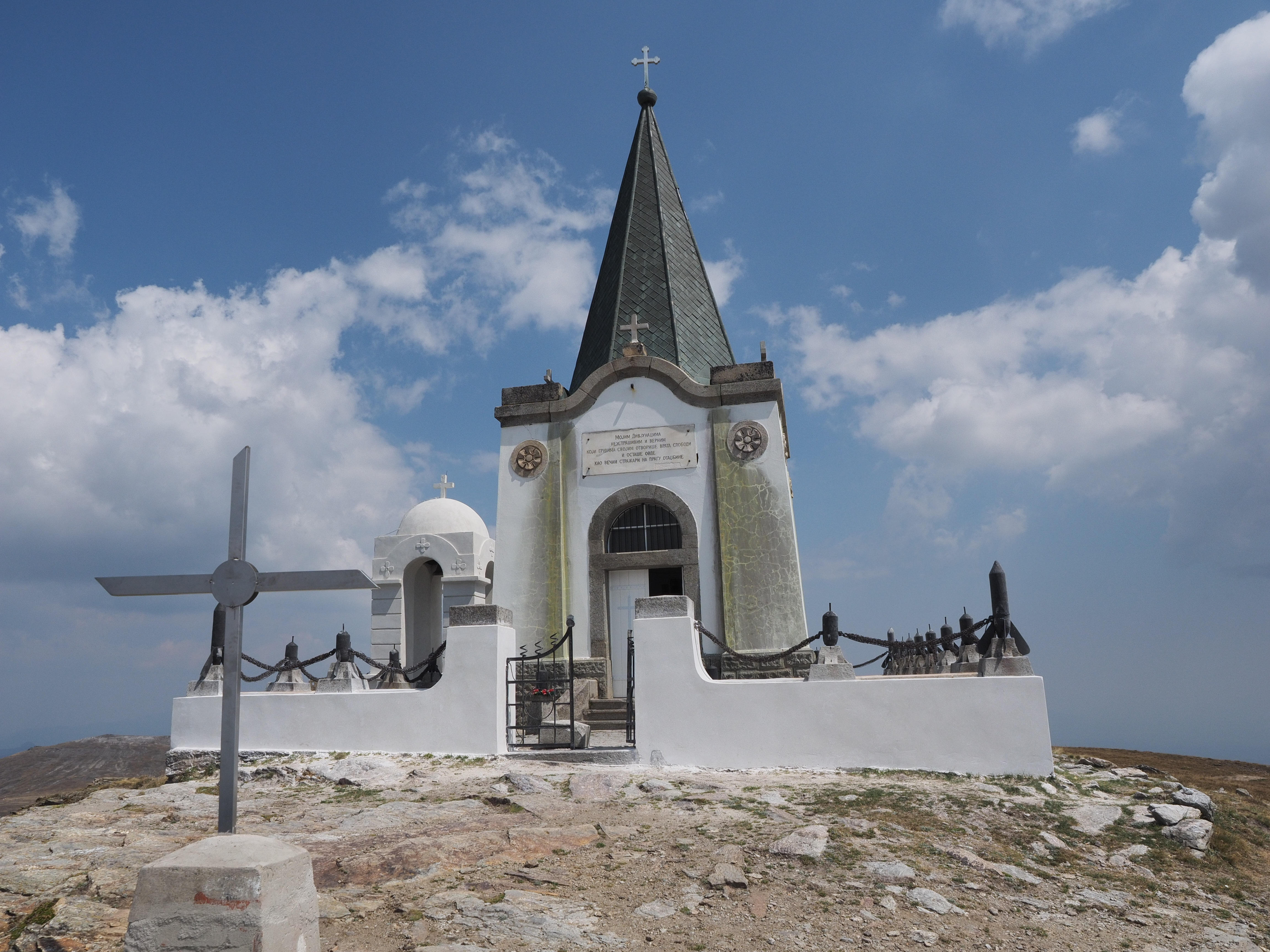
Сербская часовня на пике Каймакчалана

После этих успехов союзные войска продолжили наступать с целью овладения Монастиром. В октябре — ноябре союзные войска (сербские, русские и французские) провели наступательную операцию и 18 ноября болгарские войска по приказу командующего группой войск Центральных держав на Балканах генерала Белова оставили Монастир. 19 ноября французские и русские войска вошли в Монастир. Таким образом союзные войска захватили важный транспортный узел в Македонии — Монастирь. Новая линия фронта прошла севернее города: пик Красная стена — высота 1248 — высота 1050 — Маково — Градешница. После потери Монастира, командование Центральных держав было вынуждено усилить данный участок фронта несколькими болгарскими и германскими дивизиями, а также турецким пехотным корпусом.
Овладев важным пунктом в Вардарской Македонии — Монастирем, союзные войска приостановили дальнейшее наступление. Болгарское командование перебросило в этот район дополнительные резервы (восемь пехотных полков) с других участков фронта. Также с румынского фронта в этот район прибыли германские пехотные батальоны, а в район реки Струмы прибыл турецкий пехотный корпус.
11 декабря из-за нехватки боеприпасов и отсутствия резервов войска Антанты окончательно прекратили наступление. К этому времени армия Саррая растянулась на широком фронте в 250 км от устья реки Струмы, по всему фронту.
Медленное продвижение союзников не повлияло на положение на румынском фронте.
Всего в боевых действиях с августа 1916 года войска Антанты понесли чувствительные потери — 47 000 человек убитыми, ранеными и пленными. Болгарские и немецкие войска в ходе Монастирского наступления также понесли тяжёлые потери, потеряв около 61 000 человек убитыми, ранеными и пленными.
К концу 1916 года союзники имели на Салоникском фронте 18 пехотных дивизий (пять французских, пять английских, шесть сербских, одну русскую и одну итальянскую). Им противостояли 11 пехотных дивизий блока Центральных держав: восемь болгарских, две германских и одна турецкая.

### Итоги кампании 1916 года
В итоге кампании 1916 года войска Антанты не добились главной цели на Салоникском фронте — вывода Болгарии из войны. Болгарские войска успешно оборонялись на всём протяжении фронта, помимо этого, проводя самостоятельные наступательные операции. Отсутствие резервов и необходимость обеспечения надёжного тыла для союзных войск были главными проблемами командования Антанты в 1916 году на Балканах.
Также важнейшей проблемой для войск Антанты была эпидемия малярии, которой заболели 80 000 солдат и офицеров союзных армий на Балканах. Болгарские войска, прочно занявшие оборону на горных участках, не давали союзным войскам выйти из так называемых малярийных долин в долине реки Вардар. Командование союзных войск не успевало эвакуировать всех заболевших. Даже несмотря на принятые профилактические меры эпидемия продолжалась.
Также в 1916 году Антанта предприняла ряд акций против Греции, опасаясь вступления этой страны в войну на стороне Центральных держав, хотя Греция сохраняла нейтралитет. Антанта объявила морскую блокаду Греции, потребовала демобилизовать армию и флот, в которых имелись сильные прогерманские настроения. В итоге все требования Антанты греческое правительство было вынуждено принять. После этого союзники взяли под свой контроль всю внутриполитическую ситуацию в Греции.

## Кампания 1917 года
План ведения войны на Салоникском фронте на 1917 год страны Антанты утвердили 15 ноября 1916 года на конференции в Шантильи. Этот план предусматривал вывод Болгарии из войны. Планировалось провести крупномасштабное наступление против болгарских войск при содействии русско-румынских. Для этих целей союзные армии в Салониках усиливались и в феврале имели в своём составе уже 23 пехотные дивизии. Однако неудачи русско-румынских войск поставили крест на этих планах.
В ходе подготовки к наступлению на Салоникском фронте между французским и английским командованием возникла спорная ситуация. Британское командование считало неуместным наступление на македонском фронте, считая, что все усилия необходимо сосредоточить на главном наступлении во Франции. В свою очередь, французское командование считало целесообразным наступление на Балканах с целью сковывания войск противника во время главной операции на Западном фронте. Таким образом командующий генерал Саррай не мог полностью рассчитывать на британские войска. В свою очередь командующий английскими войсками Милн находился в двояком положении, получая директивы из Лондона и приказы командующего союзными войсками Саррая.
На 1917 год болгарское командование планировало мощное наступление на Салоникском фронте. Для этого Болгария обратилась к Германии с просьбой прислать 6 немецких пехотных дивизий. Однако германское командование отклонило план болгарских союзников и настаивало на сугубо оборонительных действиях на Балканах. Вследствие этого план болгаро-германского командования на 1917 год был сугубо оборонительным. Планировалось отказаться от каких-либо наступательных действий, улучшая свои позиции и тыловые пути сообщения.

### Боевые действия в 1917 году
Наступление союзников, силы которых составляли 660 000 человек (240 000 англичан, 200 000 французов, 130 000 сербов, 50 000 итальянцев, 17 000 русских и 23 000 греков), было намечено на 25 апреля. Рано утром 25 апреля 86 тяжёлых и 74 полевых орудия английских войск выпустили в общей сложности 100 тысяч снарядов по болгарским позициям. В ходе неудачных атак британцев у озера Дойран на позиции 9-й болгарской пехотной дивизии, наступавшие английские войска понесли тяжёлые потери. 8 мая союзники повторили атаку у Дойрана, однако она также не принесла им никаких результатов. За отражение британского наступления командующий 9-й дивизии полковник Вазов был произведён в генерал-майоры.
В марте на горном массиве Баба французские дивизии атаковали позиции 6-й болгарской дивизии. В ходе артиллерийской подготовки было выпущено более 200 000 снарядов, однако болгарские солдаты и офицеры, укрывшись в бункерах не понесли потерь при обстреле. После этого завязались ожесточённые бои в горных условиях. Несмотря на яростное сопротивление болгарских подразделений, французам удалось захватить пик Красная стена.
Однако болгарское командование приняло решение отбить пик у противника. Ценой больших усилий болгарам удалось вручную втащить и установить шесть артиллерийских орудий на соседней высоте, откуда были хорошо видны и доступны для обстрела французские позиции. 18 мая начался артиллерийский обстрел французских позиций на пике. Артиллерия болгар начала обстрел французских позиций на пике, болгарская пехота была вооружена новыми немецкими огнемётами. После двухчасовой артподготовки болгарские войска начали штурм пика, с помощью гранат и огнемётов подавляя любое сопротивление. Было убито более 5000 французов, а 2 офицера и 259 солдат французской армии попали в болгарский плен. После этого на данном участке фронта наступило затишье, а войска Антанты не предпринимали попыток вернуть себе пик.
9 мая началось наступление при излучине реки Черны, однако нехватка артиллерии и контратаки болгарских войск вынудили командование Антанты после десяти дней боёв прекратить наступление. Наступление сербских войск также было прекращено.
Неблагоприятная ситуация на разных участках фронта и плохая погода вынудили командование Антанты 23 мая прекратить операции на Салоникском фронте. Недостаток артиллерии в войсках Антанты был одной из главных причин неудач этих операций. За время боёв потери союзников составили до 20 000 человек убитыми, ранеными и пропавшими без вести (11 000 французов, 6 100 британцев и 900 сербов). Кроме этого, в некоторых французских подразделениях под влиянием солдатских мятежей во Франции вспыхнули солдатские волнения. Однако вскоре все выступления были подавлены командованием Антанты.

### Вступление в войну Греции

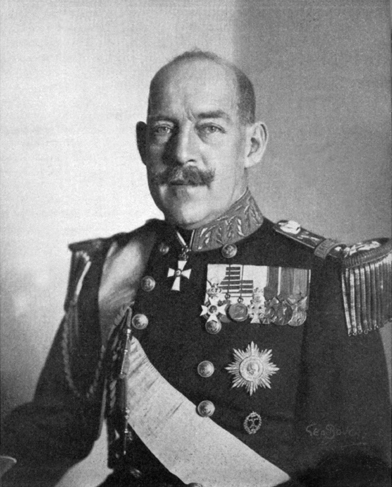
Король Греции Константин I

Антанта предпринимала все шаги, чтобы Греция вступила в войну на её стороне. 2 сентября 1916 года страны Антанты предъявили Греции ультиматум в котором они требовали:
- передать контроль над греческой почтой и телеграфом союзникам
- очистка Греции от германских агентов
- выдача австрийских и германских судов, укрывшихся в греческих портах

Все условия ультиматума греческое правительство было вынуждено принять. Одновременно с этим командование Салоникского фронта произвело переворот в Салониках и создало там Временное правительство Греции во главе с Элефтериосом Венизелосом (ярым сторонником вступления в войну на стороне Антанты). Также в Афинах было сформировано ещё одно правительство, под контролем французов.
Наряду с этими мерами страны Антанты высадили десант и начали захват судов Центральных держав, находившихся в греческих портах. Таким образом с 1916 года в Греции существовали два правительства — законное в Афинах и правительство Венизелоса в Салониках. Страна фактически оказалась на грани гражданской войны. В конце года ситуация в Греции обострилась. 1 декабря сторонники Венизелоса, при помощи англо-французских войск подняли восстание в Афинах, с целью захвата власти. Однако правительственные войска сумели подавить мятеж, при этом англичане и французы потеряли до 250 человек убитыми. После этого Антанта предъявила греческому правительству ультиматум о передаче важнейших отраслей государственного управления в руки союзников. Король Греции был вынужден принять и эти условия.
В 1917 году страны Антанты продолжили давление на Грецию с целью вовлечения её в войну. 11 июня страны Антанты от имени трёх «Великих держав» (Великобритании, Франции и России) вручили премьер-министру страны Александросу Займису требование об отречении греческого короля Константина I от престола. Одновременно с этим французские и итальянские войска заняли Фессалию, Коринфский перешеек, Янину и Эпир с целью пресечь всяческие выступления греческих правительственных войск и партизанских орядов. 12 июня 1917 года король Греции Константин I отрёкся от престола и был вынужден покинуть страну. Королём стал второй сын Константина — Александр. Новый король взял курс на окончательное вступление в войну на стороне Антанты. После того как странам Антанты удалось полностью взять под свой контроль ситуацию в Греции, они отменили морскую блокаду страны.
27 июня новый король назначил Венизелоса «законным» премьер-министром. 29 июня Греция отозвала послов из стран Четверного союза. 2 июля 1917 года Греция объявила войну всем странам Центрального блока. В сентябре в Грецию прибыли 80 французских офицеров для проведения мобилизации греческих вооружённых сил. Тем самым силы Антанты на Салоникском фронте были увеличены, а также обеспечен тыл союзных войск.

### Итоги кампании 1917 года

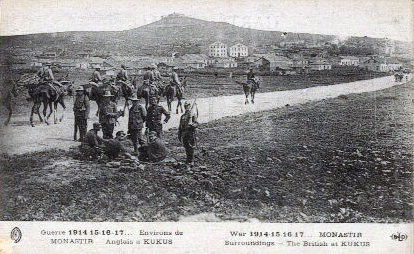
Британские войска в Килкисе

В конце 1917 года командующий союзными войсками на Салоникском фронте генерал Саррай был заменён на генерала Адольфа Гийома. К концу кампании 1917 года союзники имели 23 дивизии (восемь французских, шесть сербских, четыре английские, три греческие, одна итальянская, одна русская) общей численностью более 600 000 человек.
В целом в 1917 году на Салоникском фронте царило затишье. Боевые действия на Балканах не повлияли на общий ход войны. Болгарское командование не могло самостоятельно проводить крупные наступательные операции, а германское командование было занято борьбой на Западном фронте и помощью австро-венгерской армии на Итальянском фронте. Командование Антанты было также занято проведением наступления на Западе и борьбой с революционным движением в войсках. Также в связи с выходом России из войны с Салоникского фронта были выведены все русские подразделения. Таким образом, с одной стороны, силы Антанты были ослаблены, однако, с другой стороны, командование Антанты обезопасило другие войска от революционной пропаганды, которую часто вели русские солдаты.
Важное значение имела борьба сербского народа против оккупационных войск Центральных держав. Нередко на территории Сербии вспыхивали восстания против оккупационных войск. Общая численность восставших в южных районах Сербии достигала 13 000 человек. Однако плохо вооружённые сербы не смогли долго противостоять регулярным войскам Центральных держав. Каратели жестоко расправились с повстанцами.
В 1917 году произошло важное событие в истории Балканского полуострова. В самом начале Первой мировой войны правительство Сербии провозгласило, что ведёт войну за освобождение южнославянских народов и объединение их в рамках Великой Сербии. В апреле 1915 года в Лондоне был сформирован Югославянский комитет из представителей национальных движений южных славян на территориях, входящих в состав Австро-Венгрии, для координации усилий по свержению австрийской власти. 20 июля 1917 года на Корфу между Югославянским комитетом и правительством Сербии была подписана декларация, предусматривающая объединение Сербии, Черногории и южнославянских земель в составе Австро-Венгрии в единое независимое государство во главе с королём из сербской династии Карагеоргиевичей и с равными правами трёх наций — сербов, хорватов и словенцев.

## Кампания 1918 года

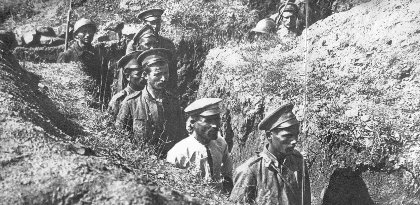
Болгарские военнопленные, взятые в плен в битве при Скра

К началу 1918 года военно-политическая обстановка на Балканах сложилась в пользу Антанты. Однако на всём протяжении фронта продолжалось затишье, установившееся ещё со второй половины 1917 года.
В марте 1918 года командование Антанты приступило к изучению возможности перехода в наступление союзных войск. В свою очередь, в связи с подготовкой крупного наступления на Западном фронте Германия вывела все свои войска с Салоникского фронта и перебросила их во Францию. Болгарская армия была в состоянии лишь обороняться. Для того чтобы пресечь переброску германских войск на запад с других фронтов, французское командование приказало командующему союзными войсками на Салоникском фронте генералу Гийома (которого позже сменил французский генерал Луи д’Эспере) сделать всё возможное, чтобы сковать силы противника на Балканах и не допустить их переброску во Францию.
Сначала было принято решение, что греческие войска будут наступать во фракийском направлении, а сербские — в вардарском. Однако в июле французское командование изменило план на переход в общее наступление на всём Салоникском фронте. 3 августа 1918 года план был утверждён Высшим военным советом Антанты.
23 июля новый командующий получил директиву о задачах предстоящего наступления. Главной целью было уничтожение «обороноспособности» болгарской армии и освобождение части оккупированных территорий Сербии и Греции. Только 3 августа союзное командование вынесло окончательное решение о проведении наступления на Балканах.
Долгая подготовка дала возможность болгарскому командованию узнать о предстоящем наступлении. Болгарам был даже известен день начала операции. В связи с этим болгарское командование сосредоточило резервы в тылу 1-й болгарской армии и 11-й немецкой армии. Однако и эти меры германо-болгарского командования оказались недостаточными.
Перед решающим наступлением боеспособность греческой армии вызывала тревогу у командования Антанты. Опытные офицеры, настроенные прогермански были высланы из страны в 1917 году или уволены из армии. Во время локальных боёв на струмском направлении в начале 1918 года наспех обученные и плохо вооружённые греческие войска несли большие потери. Например, половину всех греческих потерь составили солдаты, подорвавшиеся на своих же гранатах.

### Подготовка к наступлению
Армии Антанты занимали фронт протяжённостью 350 км. Он протянулся от залива Орфано в Эгейском море по труднодоступной горной местности и достигал района Валоны на побережье Адриатического моря. Союзные войска состояли из 29 дивизий (восемь французских, четыре английские, шесть сербских, одна итальянская, десять греческих) — всего 667 000 человек и 2070 орудий.

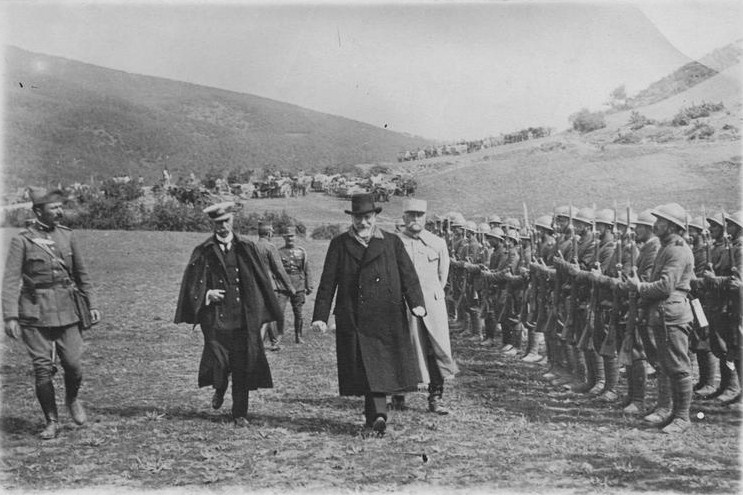
Премьер-министр Греции Элефтериос Венизелос и командующий войсками Антанты Морис Саррай на линии фронта

Центральные державы в полосе Салоникского фронта имели 12 болгарских дивизий, сведённых в четыре армии (11-я «германская», 1-я, 2-я и 4-я болгарские) — всего до 400 000 человек и 1138 орудий.
На участке у Доброполье за время затишья болгарские войска укрепили свои позиции. Были созданы 2—3 линия окопов, проволочные заграждения. Однако болгарское командование считало этот район труднодоступным и полагало, что союзники нанесут удар на других участках фронта.
В конце мая греческие войска (при поддержке французских сил) провели локальную наступательную операцию у реки Скра, которая принесла ограниченные результаты. Участок предполагаемого прорыва был выбран новым командующим Эспере в горных районах у высоты Доброполье. Участок прорыва протяженностью составлял 15 км. Помимо этого планировался удар у Монастыря силами сербской армии. После этого планировался удар соседних английских и французских войск. На правом фланге франко-греческие войска наносили удар в районе массива Дзена. На левом фланге атаковали французские, греческие и итальянские войска. В районе Вардара наступала английская армия. В районе реки Струмы греческие войска должны были сковывать соединения 4-й болгарской армии.
Подготовку к наступлению союзные армии начали с первых дней августа. Сербские войска совершили необходимые перегруппировки. В районе Флорины сосредоточилась французская кавалерийская группа. Были созданы новые дороги, что обеспечило своевременный подвоз боеприпасов в войска.
В предстоящем наступлении главную роль играли сербские и греческие войска, которым оказывали поддержку британские и французские силы.

### Общее наступление союзных войск
14 сентября 1918 года утром началась мощная артиллерийская подготовка, однако, несмотря на мощный огонь, уничтожить инженерные оборонительные сооружения болгар не удалось. После того как артиллерия выпустила большое количество снарядов по болгарским позициям, в наступление перешли союзные войска. Утром 15 сентября две французские и одна сербская дивизии атаковали позиции 2-й и 3-й болгарских дивизий на высотах Ветреник и Доброполье. К вечеру этого же дня после ожесточённых боёв, фронт болгарской армии был прорван на участке 15 км. Болгарские войска потеряли до 3000 пленными и 50 орудий. После этого для развития успеха в бой были введены пять сербских дивизий. Затем между болгарскими и сербскими войсками завязались ожесточённые бои за ряд высот, которые удалось захватить сербской армии.
Французско-греческие войска захватили позиции болгар у массива Дзена. После этих первоначальных успехов сербским войскам удалось отбросить болгар за реки Вардар и Струма. В результате этого путь в долину Вардара союзным войскам был открыт. Французские части, действовавшие против частей 11-й немецкой армии, также имели успех. Лишь в районе озера Дойран болгарские войска под командованием генерала Вазова стойко оборонялись. Однако к 18 сентября разрыв фронта болгарских войск достиг ширины 25 км и глубины 15 км. Это дало возможность союзному командованию организовать преследование отходящих болгарских войск авиацией и кавалерией. Союзные войска вышли в долину Вардара и Струмы. В наступлении активно участвовали авиация и кавалерия союзных войск.

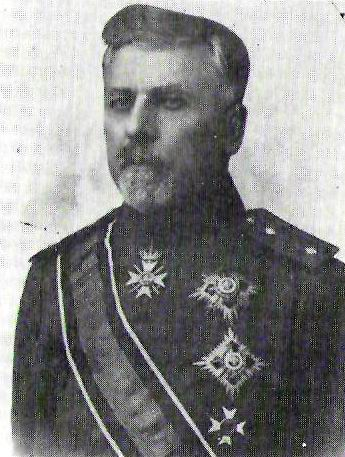
Генерал Вазов, руководитель обороны болгарской армии у озера Дойран

Наступление союзных войск продолжалось. 19 сентября сербо-французские войска форсировали реку Черну, после чего сербским частям удалось отбросить 11-ю армию к Прилепу. К 20 сентября прорыв был расширен до 45 км по фронту и на 40 км в глубину. Понимая бедственное положение болгарской армии, германское командование приняло решение направить в Сербию свои войска, надеясь остановить союзное наступление в районе Ниша. 21 сентября сербо-франко-греческие войска достигли реки Вардар захватив город Криволак. Таким образом 11-я армия оказалась отрезана от других болгарских частей.. К 22 сентября фронт наступления достигает 150 км. 23 сентября союзное командование вводит в бой кавалерийскую группу, которая получила задачу овладеть Скопье и организовать рейд по тылам 11-й германской армии. К 24 сентября союзные войска прошли зону среднего течения Вардара и Черны, продолжая энергичное наступление с целью окончательного окружения 11-й армии.
26 сентября сербские соединения заняли Велес, английские войска перейдя государственную границу вторглись на территорию Болгарии и захватили Струмицу, угрожая наступлением на Софию. В это же время итальянская дивизия вошла в Крушево. Болгарские армии отступали на всём протяжении линии фронта. Болгарские подразделения оставляли тысячи раненых, артиллерию, обозы и другие запасы и имущество. Фронт болгарской армии был глубоко рассечён, 11-я армия оказалась в катастрофическом положении. У Велеса в течение 26 сентября шли ожесточённые бои между франко-сербскими и болгарскими войсками. Это могло дать время 11-й германской армии легко выйти из под удара и в полном порядке и отступить. Однако надеясь удержать занимаемые позиции и полагая, что остальные болгарские войска уже прекратили отступление, командование 11-й армии принимает решение удерживать позиции. Таким образом командование 11-й армии давало возможность союзным войскам завершить окружение.
29 сентября сербы взяли Иштип, в этот же день французские подразделения фактически завершили окружение 11-й армии. Сербы могли продолжать наступление в район Струмы, а также могли теснить отступающую 2-ю болгарскую армию. Части французских и итальянских войск были остановлены болгарами на реке Велике. Также фактически приостановила своё движение 3-я греческая пехотная дивизия. В этот же день было заключено перемирие между Болгарией и Антантой. Части 11-й армии продолжали сражаться и 30 сентября поскольку не знали о заключении перемирия. Однако после того как болгарским войскам сообщили о прекращении боевых действий, подразделения 11-й армии сложили оружие. Наступавшими войсками было захвачено около 500 орудий, 10 000 лошадей, огромное количество различных запасов. Особую роль в этих событиях имели действия конницы.

### Капитуляция Болгарии
В болгарской армии начались бунты, правительство страны попыталось силой усмирить восставшие подразделения, однако к 28 сентября уже 30 000 солдат болгарской армии отказывались сражаться. 217-я немецкая пехотная дивизия, переброшенная из России в Болгарию, артиллерийским и пулемётным огнём смогла остановить восставших болгарских солдат на подступах к Софии. Учитывая катастрофическое положение, правительство Болгарии спешило с заключением перемирия. 29 сентября 1918 года болгарская делегация (Иван Луков, Андрей Ляпчев и Симеон Радев) заключила перемирие с командующим войсками Антанты на Салоникском фронте генералом Луи д’Эспере.
По условиям перемирия болгарские войска были обязаны немедленно оставить все захваченные территории Сербии и Греции, вооружённые силы Болгарии подлежали демобилизации (за исключением незначительных пехотных и кавалерийских сил). Также войска Антанты могли свободно перемещаться по территории Болгарии. Боеприпасы, оружие и другие материальные средства складировались и держались под контролем войск Антанты. Все болгарские солдаты и офицеры, находившиеся западнее меридиана Скопье, объявлялись военнопленными (около 90 000 человек). В то же время все военнопленные войск Антанты, находившиеся в болгарском плену, подлежали освобождению. Также было подписано секретное приложение, по которому войска Антанты имели право на оккупацию ряда стратегических объектов в Болгарии, а также союзники получали право контроля над почтовой и телеграфной связью Болгарии.

### Завершение боевых действий на Балканах
В результате выхода Болгарии из войны союзные войска заняли территорию Болгарии и угрожали германским частям в Румынии. Также союзные войска могли вторгнуться в пределы Австро-Венгрии.
Сербские войска, продолжая освобождение территории своей страны, 12 октября заняли Ниш. 1 ноября сербские подразделения триумфально вошли в Белград.
Помимо этого, союзные войска были направлены в Румынию (две французские и одна английская дивизии). Французские кавалерийские соединения форсировали Дунай и заняли позиции у Рушука и Свиштова. Поскольку Румыния была выведена из войны, она подписала Бухарестский мирный договор с Центральными державами и была оккупирована. Однако с вступлением на её территорию войск Антанты 10 ноября правительство, располагавшееся на тот момент в Яссах, объявило мобилизацию и снова вступило в Первую мировую войну, объявив войну Германии.
Помимо этого, союзные войска также повели наступление и в направлении турецкой границы, создав угрозу Стамбулу. Однако уже 11 ноября 1918 года после капитуляции всех своих союзников по Центральному блоку Германия также заключила перемирие со странами Антанты. Первая мировая война завершилась.

## Итоги Первой мировой войны на Балканах
Первая мировая война на Балканах имела важнейшее значение для всех стран региона.

### Австро-Венгрия
В условиях наступления союзных войск на Балканах и начавшегося наступления итальянской армии на Итальянском фронте, правители Австро-Венгрии понимали всю бесперспективность продолжения войны. 2 октября Коронный совет Австро-Венгрии принял решение о принятии «четырнадцати пунктов» Вильсона, о реформе государственного устройства и о предоставлении южным славянам автономии. Однако страны Антанты в создавшихся благоприятных условиях, отказались от переговоров с австро-венгерской стороной и потребовали немедленного вывода австро-венгерских войск со всех оккупированных ими территорий.
В этих условиях началась революция и распад страны. Политические партии южных славян Австро-Венгрии, ранее выдвигавшие требования автономии в составе Габсбургской империи, стали заявлять о более радикальных идеях. На славянских территориях стали возникать народные комитеты и советы. 5 октября в Загребе было образовано Народное вече словенцев, хорватов и сербов. 16 октября император Австро-Венгрии Карл I издал указ о федерализации Цислейтании. Однако это уже не могло спасти империю от распада. 29 октября Народное вече в Загребе объявило о создании Государства словенцев, хорватов и сербов. В этих условиях 27 октября Австро-Венгрия обратилась к странам Антанты с предложением о заключении сепаратного мира. 29 октября австрийцы согласились на заключение мира на любых условиях. Эти события явились последним толчком, приведшим к развалу Четверного союза. 3 ноября 1918 года Австро-Венгрия капитулировала.

### Албания
Несмотря на то что с началом Первой мировой войны Албания провозгласила нейтралитет, ещё в 1914 году на территорию страны вошли греческие войска. В начале 1915 года на территорию Албании вошли сербские и черногорские войска. После образования Салоникского фронта в Албании высадились итальянские войска. В восточные районы страны вступили болгарские части. Осенью 1916 года французские и итальянские войска вытеснили из южной Албании греческие оккупационные подразделения, которые поддерживали короля Константина и отчасти были настроены прогермански. После этого линия фронта между итальянскими дивизиями и австро-венгерскими войсками (которые вступили в Албанию после покорения Черногории) проходила по линии Влёра—Берат—Поградец. В апреле 1915 года страны Антанты и Италия подписали секретный договор, ликвидировавший независимость Албании. По этому договору после войны планировалось разделение Албании. Над центральной частью страны должен был быть установлен итальянский протекторат, северные районы должны были войти в состав Сербии и Черногории, а южные районы в состав Греции. После окончания войны албанский народ начал борьбу с иностранными оккупационными войсками. В 1920 году независимость страны была восстановлена, а в 1922 году итальянские и югославские войска были вынуждены оставить территорию Албании.

### Болгария
Наступление союзников осенью 1918 года на Салоникском фронте имело весьма важные стратегические и политические последствия. Они привели к выходу из войны Болгарии и в значительной степени способствовали последующей капитуляции Турции. Болгарский царь бежал из страны. Заключив перемирие со странами Антанты, Болгария первой из стран Центрального блока вышла из войны.
После этого 27 ноября 1919 года между Антантой и Болгарией был подписан Нёйиский мирный договор. По его условиям Болгария теряла около 11 000 квадратных километров территории. К Югославии отошли четыре приграничных округа с городами Цариброд, Струмица и др. Южная Добруджа вернулась в состав Румынии. Западная Фракия передавалась Греции, в результате чего Болгария потеряла выход к Эгейскому морю. Численность болгарской армии не должна была превышать 20 000 человек. Флот был сокращён до десяти кораблей. Также Болгария была обязана выплачивать контрибуции. В течение 37 лет Болгария должна была выплатить союзникам 2,25 млрд золотых франков. Помимо этого, Болгария в виде возмещения ущерба должна была передать Греции и Югославии большое количество материальных, продовольственных и других средств.
После поражения в Первой мировой войне в Болгарии зародились идеи реваншизма, из-за которых страна впоследствии выступила на стороне стран Оси во Второй мировой войне.

### Греция
Греция вступила в войну в 1917 году. Находясь в лагере победителей, страна получила значительные территориальные приращения. Территория Греции пострадала от боевых действий. Фактически военные действия на территории Греции, несмотря на объявленный нейтралитет, начались ещё в 1916 году, когда с разрешения греческого правительства болгарские войска заняли ряд территорий в Греции. Однако, опасаясь прогерманских настроений среди греческого руководства, Антанта провела ряд акций, направленных на то, чтобы Греция вступила в войну на её стороне. После чего Греция объявила войну Центральным державам.
Греческое правительство рассчитывало после войны значительно расширить территорию страны. Ещё 19 сентября 1918 года греческий посол в Великобритании заявил о том, что Греция рассчитывает после войны включить в свой состав Македонию, Северный Эпир, Додеканес и Восточную Фракию. Помимо этого греческое руководство претендовало и на ряд территорий Османской империи. Планировалось, что после поражения Турции в войне, территории Оттоманской империи в Малой Азии, где большинство населения составляют греки войдут в состав Греции.
Однако страны Антанты прохладно относились к таким инициативам. Франция, считая, что раздел Османской империи должен осуществляться на конференции Великих держав, противилась греческим инициативам. В свою очередь Италия, у которой были напряжённые отношения с Грецией из-за Додеканеса и Албании, поддерживала Францию и всячески выступала против передачи каких-либо территорий Албании в состав Греции. Премьер-министр Венизелос 8 октября 1918 года дал гарантии союзникам, что Греция готова продолжать войну и против Османской империи до победного конца. Таким образом греческие войска могли появиться в Стамбуле и в этой ситуации греческое руководство могло претендовать и на Константинополь. Однако 30 октября 1918 года Турция подписала перемирие со странами Антанты и вышла из войны. Греческие войска по мандату Антанты заняли Измир (1919). После завершения боевых действий к Греции отошли Западная и Восточная Фракия (1920).
После победы в войне с Турцией был заключён Севрский мирный договор. В Греции набирала популярность идея создания Великой Греции. Стремления греческого правительства к энозису первоначально принесло результаты. Однако вскоре это привело к началу греко-турецкой войны, в которой Греция потерпела поражение. После чего был пересмотрен Севрский мирный договор и заключён Лозаннский мирный договор. Восточная Фракия, Измир и ряд других территорий были возвращены в состав Турции. После подписания мирного договора между Грецией и Турцией произошёл обмен населением.

### Румыния
После вывода из войны России румынское правительство приняло решение также подписать мирный договор с Центральными державами. Условия договора были тяжёлыми для Румынии. 7 мая в Бухаресте был подписан мирный договор. Румыния лишалась в пользу победителей стратегически важных пограничных областей, богатых лесом и нефтью. Южная Добруджа передавалась Болгарии. Над Северной Добруджей, являвшейся предметом споров между Турцией и Болгарией, устанавливалось совместное управление государств Четверного союза. Также Румыния обязывалась пропускать через свою территорию все войска Центральных держав.
Однако после прорыва фронта болгарской армии, 10 ноября 1918 года Румыния объявила мобилизацию и вновь вступила в войну на стороне Антанты. Это принесло значительные выгоды Румынии, к которой после войны отошли Трансильвания, Буковина и Банат, а также была возвращена Южная Добруджа.

### Сербия

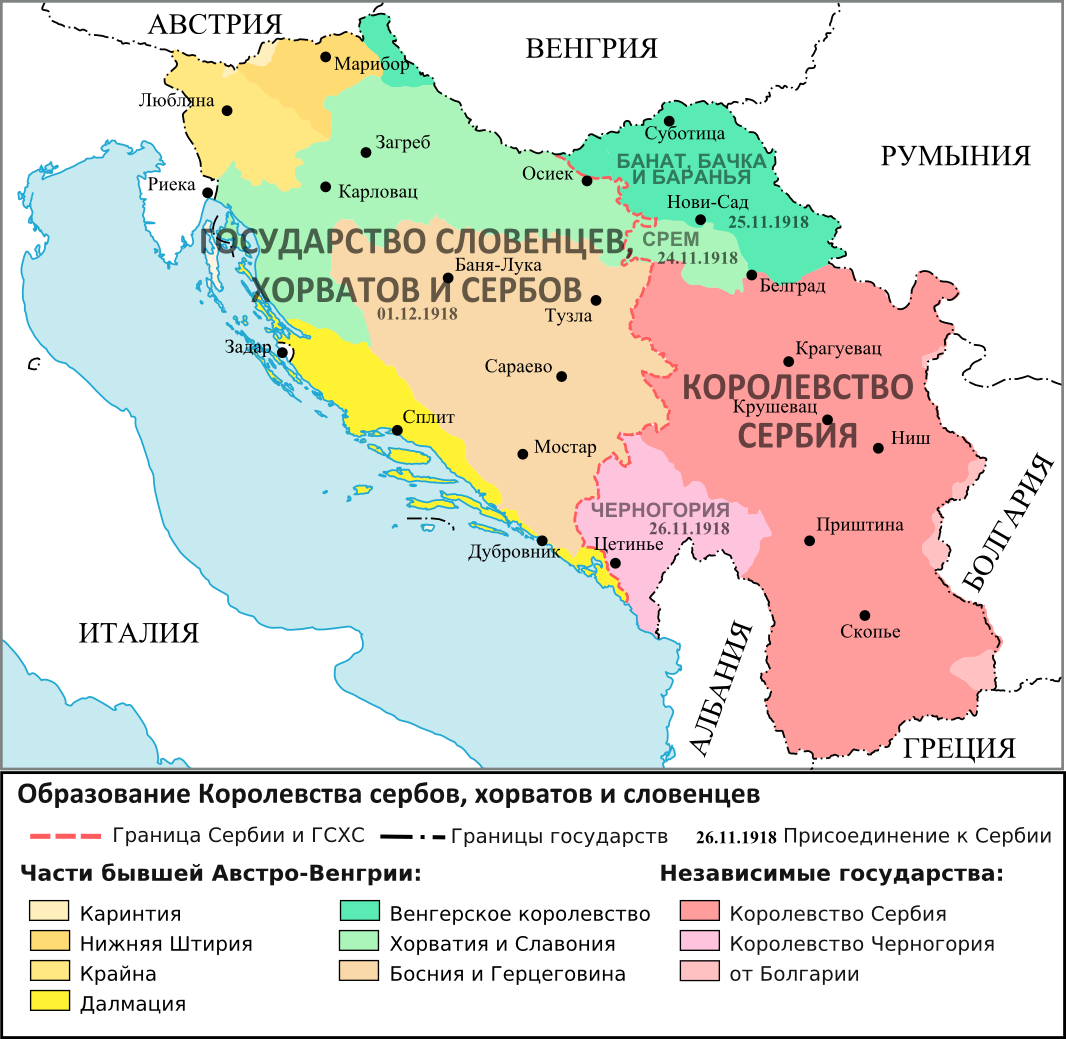
Формирование Королевства сербов, хорватов и словенцев

Ещё в 1917 году на Корфу между представителями Сербии и Югославянского комитета была подписана декларация об объединении Сербии, Черногории и южнославянских земель Австро-Венгрии в независимое государство — Югославия, в котором провозглашалось равенство прав трёх наций — сербов, хорватов и словенцев. Главой нового королевства должен был стать король из сербской династии Карагеоргиевичей.
В октябре 1918 года сербские войска, прорвав фронт болгарской армии, полностью освободили территорию Сербии от оккупационных войск Центральных держав. Одновременно с этим в Загребе было провозглашено создание Государства сербов, хорватов и словенцев. 24 ноября 1918 года о вхождении в состав Сербии заявил народный сабор Срема, день спустя такое же решение принял национальный комитет сербов Баната, Бачки и Бараньи. Эти территории вместе в Воеводиной входят в состав Сербии. 26 ноября 1918 года было объявлено о вхождении Черногории в состав Сербского королевства.
1 декабря 1918 года в Белграде было объявлено об объединении Королевства Сербии и Государства словенцев, хорватов и сербов в единое Королевство сербов, хорватов и словенцев. Основой нового государства стало «югославянство». В рамках единого государства сербы, хорваты и словенцы должны были сформировать единый югославский народ. Однако эта концепция не признавала в качестве народностей представителей других национальностей — боснийцев, македонцев и черногорцев. Также неславянские народы — албанцы Косова, немцы и венгры Воеводины — оказались на положении нежелательных этнических меньшинств. В Македонии проводилась политика сербизации, язык македонцев официально рассматривался как диалект сербскохорватского языка и его использование в учреждениях образования и органах власти запрещено. Одновременно с этим поощрялось переселение сербских колонистов в Македонию и Косово.
При создании Королевства сербов, хорватов и словенцев значительно были ущемлены интересы хорватского народа. Политики главной хорватской политической партии — Хорватской крестьянской партии являлись сторонниками устройства Югославии как федеративной республики, в то время как сербское правительство определило унитарно-монархическое устройство страны. Хорватии пришлось лишиться своих многовековых институтов, на которых и основывалась её государственность, такие как сабор, жупанство и домобранство. В 1919 году хорватские политики учредили в Париже «Конгресс примирения», выступая за самоопределение хорватского народа, движение собрало подписи 157 000 хорватов. «Хорватский вопрос» стал наиболее острым в межнациональных отношениях в Югославии.
Таким образом, ведущую роль в новообразованном королевстве играла сербская правящая элита. В 1929 году КСХС было официально переименовано в Королевство Югославия.

### Черногория
Черногория была выведена из войны в 1916 году, когда австро-венгерские войска полностью оккупировали территорию страны. В январе 1916 года после захвата австрийцами столицы королевства Цетине между австро-венгерской делегацией и представителями Черногории начались переговоры о капитуляции черногорской армии. Тяжёлое положение черногорских войск, которые были окружены австро-венгерскими войсками и прижаты к морю, вынудило черногорскую сторону принять все условия австрийцев. Однако под давлением Франции король Никола I, прервав переговоры, 19 января подписал указ о демобилизации черногорской армии и бежал в Италию. Остатки черногорской армии (около 3000 человек) были взяты в плен австро-венгерскими войсками.
По декларации Корфу Черногория должна была войти в состав Королевства Югославия. 26 ноября 1918 года, после того как территория страны была освобождена от австро-венгерских войск сербскими войсками, Черногория официально вошла в состав Сербии. Подгорицкая скупщина и сторонники союза с Сербией поддержали идею о объединении двух королевств и оказывали поддержку вошедшим на территорию Черногории сербским войскам. Однако сторонники сверженного короля страны Николы I ещё несколько лет продолжали вооружённое сопротивление, вплоть до 1929 года, добиваясь восстановления независимости Черногории.

### Разрушения и ущерб
Наибольшие разрушения и ущерб от войны на Балканах понесла Сербия. Страна была разорена, предприятия разрушены, экономика находилась в упадке. Территориям Черногории, Греции, Болгарии и Албании, где проходили боевые действия Салоникской кампании, также был нанесён ущерб.
Первые тяжёлые последствия войны в Сербии проявились уже осенью 1914 года. Поскольку в армию было призвано практически всё трудоспособное мужское население страны, посевная была сорвана. После этого в стране начался дефицит продовольствия. Резко выросли цены на хлеб, особенно тяжёлая ситуация сложилась в городах. Ситуацию ухудшали многочисленные беженцы из районов, где велись боевые действия. Экономика Сербии была практически полностью разрушена. Больше половины промышленных предприятий не функционировало. Тяжёлое положение сложилось и в Черногории.
В Болгарии руководство страны надеялось на кратковременную кампанию по разгрому Сербии. Однако после того как был открыт Салоникский фронт, на экономику страны легло тяжкое бремя. Первоначально ситуация в Болгарии благодаря материальной помощи от Германии оставалась стабильной. До 1918 года Германия ежемесячно оказывала помощь Болгарии в размере 50 млн франков. Вместе с этим происходило проникновение немецких монополий в болгарскую экономику. Некоторые медные рудники и разработки каменного угля были переданы в руки германских мнополистов. Помимо этого вывоз различного сырья из Болгарии в Германию оплачивался терявшими стоимость бумажными германскими марками действительное число которых не мог установить даже Болгарский народный банк. Экономика болгарского государства не могла полностью выдержать затяжной войны. В 1918 году ситуация в стране обострилась, население, уставшее от долгой войны на истощение, стало требовать заключения мира. Два неурожая в 1917 и 1918 годах, карточная система вызвали повышенную активность левых политических сил: Земледельческого союза и коммунистов, которые вели активную антивоенную пропаганду. После войны Болгария была вынуждена выплачивать репарации и передать победителям значительное число различных материальных средств.
За годы оккупации Албании из страны было вывезено огромное количество сельскохозяйственной продукции, промышленного сырья. Австрийские, итальянские и французские оккупационные силы проводили геологические мероприятия, раскопки, бурение без разрешения албанских властей. Происходившие боевые действия на территории страны разрушили сотни деревень и некоторые города. Несмотря на то, что Албания не принимала участие в войне, страна сильно пострадала от оккупационных сил и боевых действий на своей территории.
Первая мировая война на Балканах нанесла большой ущерб всем странам региона. Например, общий ущерб от войны в Сербии составил около 6 миллиардов французских франков.

### Беженцы и преступления против мирного населения

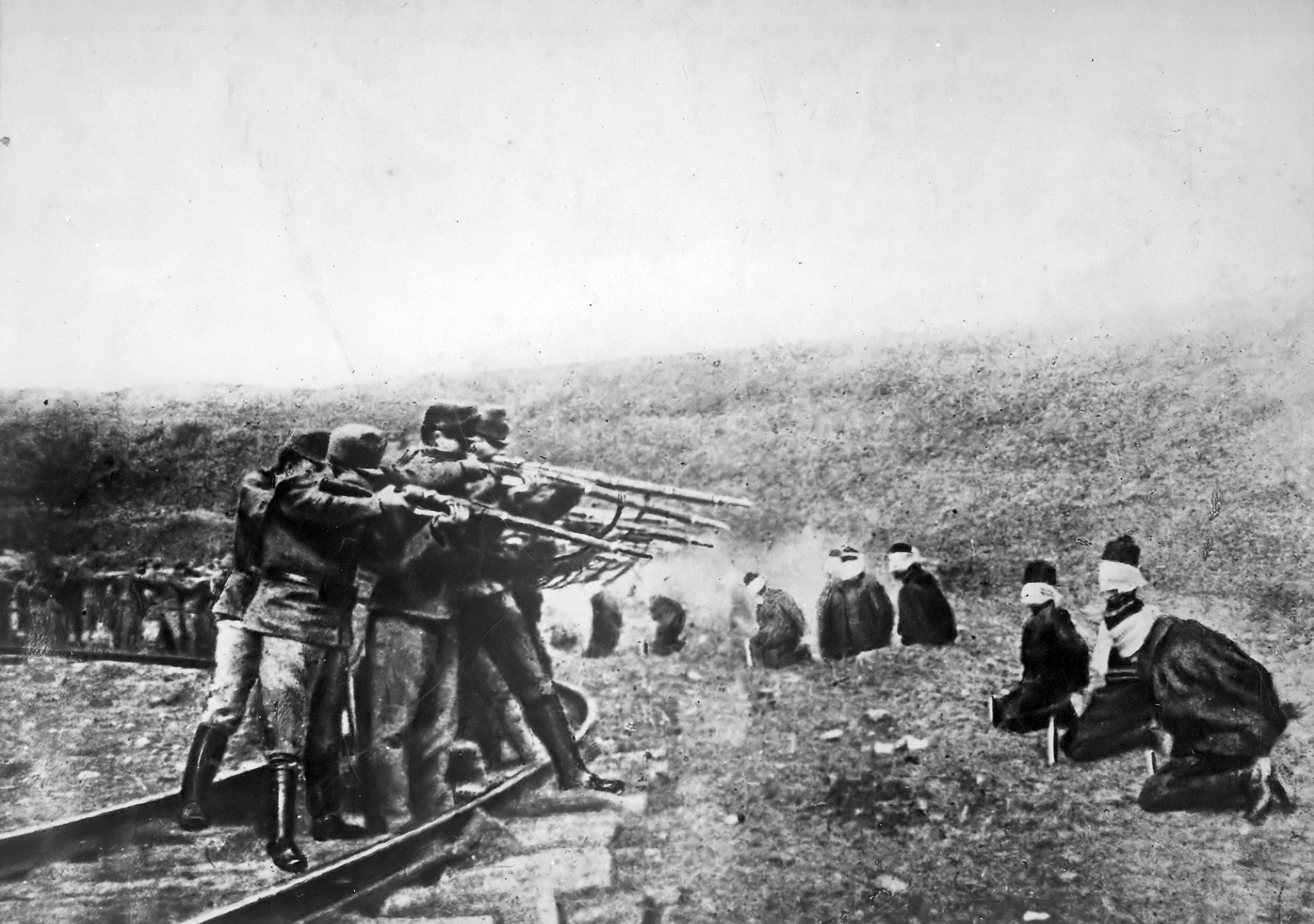
Австрийские солдаты расстреливают участников Топлицкого восстания.

Самые тяжёлые потери Первая мировая война на Балканах принесла Сербии. Иностранная оккупация Сербии и Черногории стала тяжёлым бременем для народов этих стран.
Во время боевых действий на Балканах сотни тысяч мирных жителей были убиты, стали беженцами или потеряли крышу над головой. Первые преступления против мирного населения были зафиксированы с началом австрийского наступления в августе 1914 года на территорию Сербии. Австрийские войска занимались грабежами и насилием на сербской территории.
С началом австро-германского наступления осенью 1915 года, помня жестокость оккупантов в 1914 году, вместе с сербской армией отступало и мирное население. Сперва покинули свои дома жители Белграда, потом к ним присоединялись люди из других мест. Вскоре отряды сербской армии перемешались с беженцами, число которых доходило до 250 000 человек. Условия отступления были очень тяжёлыми. Люди умирали от голода, тифа, их бомбили и обстреливали самолёты. Также австро-германские войска вели преследование отступавших колонн.
Немецкий журналист, присутствовавший при этих событиях, писал:
Кровь эрцгерцога Франца Фердинанда, мученически погибшего, будет смыта потоками сербской крови. Мы присутствуем при торжественном акте исторического возмездия. В канавах, вдоль дорог и на пустырях — всюду мы видим трупы, распростёртые на земле в одеждах крестьян или солдат. Здесь же лежат скорченные фигуры женщин и детей. Были ли они убиты или сами погибли от голода и тифа? Наверное, они лежат здесь не первый день, так как их лица уже обезображены укусами диких хищников, а глаза давно выклеваны воронами.
150 000 отступивших союзники эвакуировали на остров Корфу, однако и здесь люди продолжали погибать, оставив свыше 10 000 детей сиротами.
В 1917 году австрийские, болгарские и немецкие войска, а также албанские вооружённые отряды жестоко подавили Топлицкое восстание в южной Сербии. Подавление сербского мятежа сопровождалось расправами над повстанцами, мирными жителями, священнослужителями. Так например в ходе оккупации Косова и Метохии за период 1915—1918 годов были убиты 22 священнослужителя Сербской православной церкви.

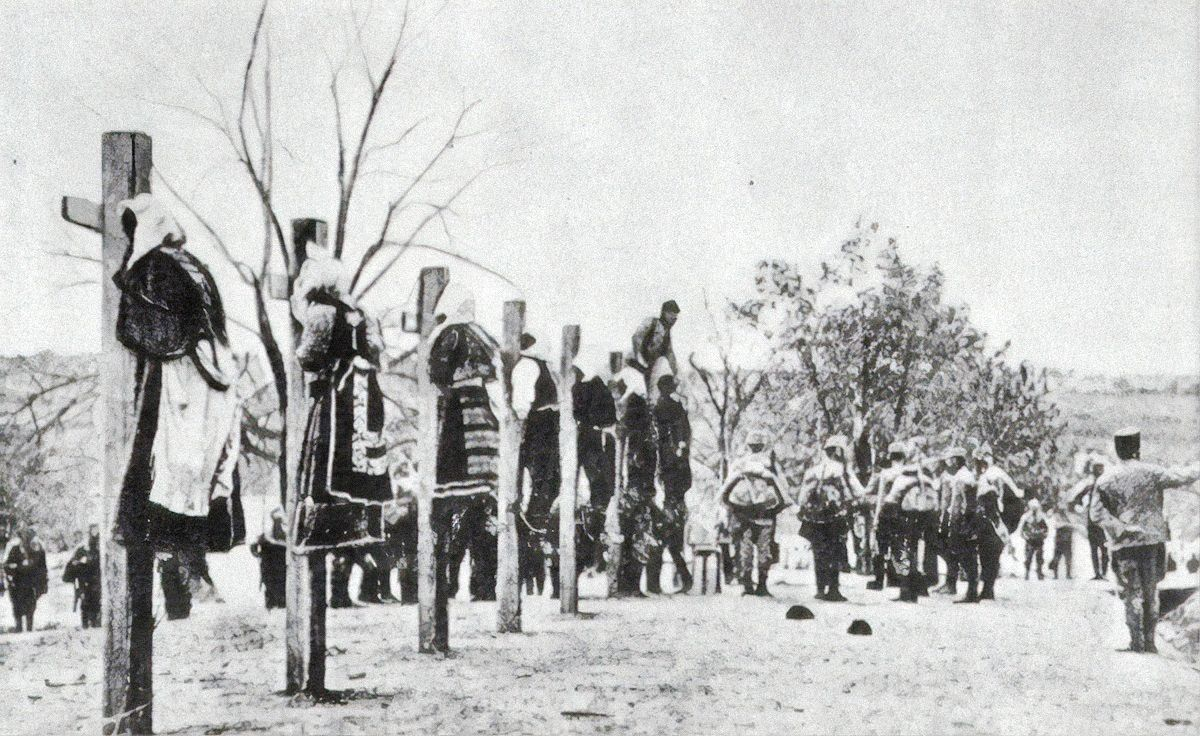
Сербские гражданские лица, повешенные австро-венгерскими военными

Особой жестокостью на сербской территории отличались, созданные ещё в 1908 году на территории Боснии и Герцеговины подразделения австро-венгерской военной полиции (нем. Schutzkorps). Во время Первой мировой войны «шуцкоры» выполняли роль иррегулярной милиции на оккупированных сербских территориях. «Шуцкоры» пополнялись в основном мусульманским населением Боснии и Герцеговины и за время Первой мировой войны совершили множество военных преступлений. Для сербского населения Боснии и Герцеговины, а также для сербских военнопленных австрийцами в конце 1915 года был создан концлагерь в Добое.
В оккупированных Сербии и Черногории постоянно велась борьба с оккупационными войсками, нередко вспыхивали восстания, а с наступлением союзников сербский народ принял активное участие в изгнании оккупантов с территории Сербии.
Оккупация Албании в 1914—1920 гг. сербскими, черногорскими, греческими, итальянскими, французскими и австро-венгерскими войсками и снабжение оккупированных войск легли тяжёлым бременем на население Албании. Установление позиционной линии фронта разорвало рыночные связи, начались трудности со снабжением городов. Однако ещё до установления позиционного фронта в Албании положение было критическим. Например в 1915 году в черногорской зоне оккупации уже были отмечены случаи голода среди местного населения.
Население городов значительно выросло за счёт притока беженцев, которые бежали из районов, где велись боевые действия между итальянцами и австро-венграми. В этих условиях начался огромный рост цен, страну заполонили иностранные валюты. Особенно жесткие условия для населения существовали в австрийской зоне оккупации.
Помимо реквизиций скота и сельскохозяйственной продукции, австрийцы проводили мобилизацию населения в австро-венгерские подразделения. Всё это усиливало недовольство албанского народа и часто приводило к столкновениям местного населения и австрийских войск. За годы Первой мировой войны десятки тысяч албанцев были убиты, умерли от голода или эпидемий.

### Дезертирство, солдатские восстания
С началом боевых действий австрийской армии на Балканах в её рядах были зафиксированы частые случаи дезертирства. За период кампании 1914 года 35 000 военнослужащих славянской национальности: сербов, хорватов, чехов, словенцев, словаков и представителей других народов дезертировали из рядов австро-венгерской армии. Значительное число этих солдат переходило на сторону сербской армии и позднее они участвовали в боях против войск Центральных держав. Подобная проблема существовала и в сербской армии. Население Македонии, которая была оккупирована Сербией в 1913 году, считало войну делом сербов. Болгарское население в Македонии превалировало. Об этом же свидетельствуют достоверные данные российских консулов в македонских землях. Македонцы относили себя к болгарам и не желавшей ассимилироваться в сербской среде. Уже в 1913 году были подняты два антисербских восстания — Тиквеское — 15 июня, и Охридско-Дебрское — 9 сентября. Оба восстания были жестко подавлены сербскими войсками, со значительными жертвами среди мирного населения, после чего Внутренняя Македонско-Одринская революционная организация перешла к террористическим актам и партизанской борьбе против сербской администрации Македонии. Македонцы уклонялись от призыва, а на фронте дезертировали или предпочитали сдаваться в плен. В связи с этим сербское командование старалось направлять македонцев на тыловые работы.
После образования Салоникского фронта, в 1916 году произошли массовые братания между болгарскими и русскими солдатами. Массовые солдатские волнения произошли в 1917 году в рядах французских экспедиционных войск. Под влиянием солдатских мятежей во Франции, французские военнослужащие на Балканах также потребовали заключения мира и прекращения войны. Однако командующий союзными войсками генерал Саррай жёстко отреагировал на требования солдат, подавив все выступления.
Были отмечены частые случаи дезертирства из греческой армии. Новобранцы, призванные из Афин, Ларисы, Ламии, Патр не испытывали патриотического чувства и не желали воевать. В январе 1918 года восстали отряды греческих войск из Ламии и Ларисы, однако после посещения их королём Александром ситуация нормализовалась.
Однако самое массовое солдатское восстание вспыхнуло на Балканах в конце войны. Болгарские солдаты, уставшие от продолжительной войны подняли восстание с требованием скорейшего заключения перемирия. К 28 сентября 1918 года число восставших солдат достигло 30 000 человек. Часть мятежников двинулись на Софию, что вызвало панику в столице страны. Однако на помощь болгарским союзникам прибыла 217-я немецкая дивизия, которой удалось остановить восставших. Однако это не помогло Болгарии. В этот же день боевые действия на Балканах завершились.

### Потери
Наибольшие потери в Первой мировой войне на Балканах понесла Сербия. Количество сербских жертв войны точно не установлено, разные источники называют различные цифры потерь Сербского королевства. По оценке советского демографа Бориса Урланиса сербская армия потеряла 165 000 человек убитыми, пропавшими без вести и умершими от ран. Общие же потери Сербии составили 340 000 человек погибшими. Существуют и другие данные о количестве сербских потерь в войне: по данным британского военного департамента (1922) 45 000 сербских военнослужащих были убиты в боях, а 82 535 солдат и офицеров пропали без вести. Американский исследователь Айрес называет цифру в 120 000 погибших сербских военнослужащих. По данным правительства Югославии, опубликованным в 1924 году в ходе войны погибли 365 164 сербских солдат и офицеров, однако абсурдность такой высокой цифры не подлежит никакому сомнению. Существуют данные и о более масштабных потерях Сербии. В ходе военных действий, голода и из-за болезней погибло и умерло около 735 000 жителей Сербии, то есть более 15 % от общей численности населения страны. После войны в стране осталось 164 000 инвалидов войны и множество детей-сирот.
По данным Урланиса военные потери Черногории составили 15 000 убитыми, ранеными и пленными. В ходе боевых действий на территории Черногории погибло около 10 000 мирных жителей. Общее число потерь Черногории (военных и гражданских) составило 35 000 человек. По оценке Майкла Клодфелтера черногорская армия потеряла 3000 человек убитыми в боях и 7 000 пропавшими без вести. Правительство Югославии в 1924 году заявило о том, что черногорская армия потеряла 13 325 человек убитыми, пропавшими без вести, умершими от ран из которых 2000 человек умерли в плену.
Британские экспедиционные войска потеряли около 5000 человек погибшими на Балканах. По данным итальянского военного наблюдателя Виллари, французские войска во время боевых действий на Балканах потеряли около 20 000 человек погибшими. Итальянская армия на Балканах потеряла более 18 000 военнослужащих убитыми, ранеными, пленными и пропавшими без вести, из них 2 841 человек были убиты в бою. Греческая армия потеряла от 9 000 до 11 000 человек убитыми, пропавшими без вести и умершими от ран. По данным Урланиса общие потери армии Греции в войне составили около 26 000 человек погибшими и пропавшими без вести. Кроме этого около 5000 греческих гражданских лиц погибли во время боевых действий на территории страны.
Болгария потеряла 62 000 человек убитыми, пропавшими без вести и умершими от ран. Общие же потери болгарской армии составили 87 500 человек. По другим данным потери болгарской армии составили 101 224 солдат и офицеров. В ходе войны 48 917 убиты в бою, 13 198 умерли от полученных ран, 888 погибли в результате несчастных случаев, 24 497 умерли от болезней, в плену умерло 8 000 болгарских военнослужащих. В Болгарии во время войны, по сравнению с довоенными показателями увеличилась смертность среди гражданского населения из-за нехватки продовольствия, кроме этого около 5000 мирных жителей погибли во время боевых действий.
По данным издания «Österreich-Ungarns letzter Krieg», вышедшего в 1930 году в Вене, с августа 1914 года по февраль 1915 года австро-венгерская армия на Балканском фронте потеряла 28 276 человек убитыми в бою, 122 122 человека ранеными, 76 690 человек пленными и пропавшими без вести и 46 716 больными.
По данным российского журналиста Вадима Эрлихмана около 80 000 военнослужащих австро-венгерской армии хорватской, словенской и боснийской национальностей погибли в боях, пропали без вести и умерли от ран. Около 30 000 южных славян погибли в тюрьмах и концентрационных лагерях Австро-Венгрии. Всего же по его данным на всех территориях, которые в 1918 году образовали Королевство сербов, хорватов и словенцев (Словения, Хорватия и Славония, Босния и Герцеговина, Воеводина, Сербия и Македония, Черногория) погибло около 996 000 человек.

## В культуре

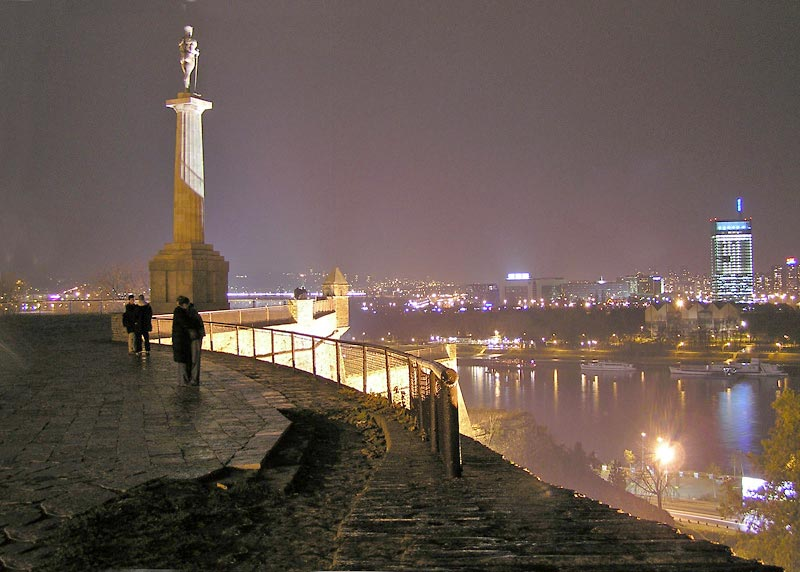
Монумент «Победитель» в честь прорыва Салоникского фронта. Белград

Первые произведения, посвящённые Первой мировой войне на Балканах, стали появляться сразу после начала боевых действий. Так, ещё 27 июля 1914 года в люблянской газете «Словенец» было опубликовано стихотворение словенского националиста Марко Натлачена «Србе на врбе!» (рус. Серба — на вербу!), призывавшее к мести за убийство эрцгерцога Фердинанда.
С началом войны известная киностудия Джоки Богдановича в Белграде начинает снимать первые операции на Балканах, Богданович и русский фотограф Самсон Чернов снимают боевые действия в Среме и бои за Земун в сентябре 1914 года. Однако, после того как территория Сербии была оккупирована, киностудия полностью прекратила свою работу. Кадры дальнейших военных действий на Балканах были сняты иностранными операторами и в очень малых количествах.

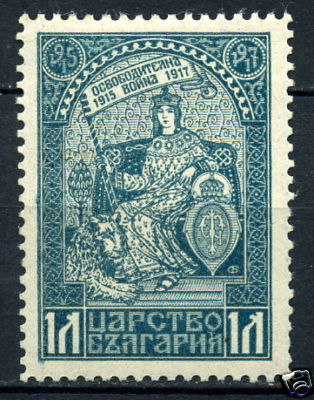
Болгарская марка, посвящённая участию Болгарии в Первой мировой войне

В балканских странах снято много художественных и документальных фильмов, в основу сюжета которых положены события Первой мировой войны на Балканском полуострове. В Югославии (позже в Сербии) сняты картины о Церской битве (серб. филм «Марш на Дрину» (1964)), Колубарской битве (серб. филм «Колубарска битка» (1990)), отступлении сербской армии в Албанию (серб. филм «Где цвета лимун жут» (2006)) и другие. В 2009 году сербский режиссёр Срджан Драгоевич снял фильм «Святой Георгий убивает змия». Этот фильм стал одним из наиболее дорогих фильмов сербского кинематографа с бюджетом около 5 млн евро. Действие фильма происходит в сербской деревушке в период между Первой Балканской и Первой мировой войнами. В том же году режиссёр Срджан Каранович снимает драму «Бэса» (серб. филм «Беса»), события которой разворачиваются в Сербии времён Первой мировой войны.
После отступления сербской армии в 1915 году и оккупации страны войсками Центральных держав в Сербии стала очень популярна песня «Тамо далеко» (рус. Там далеко́). В песне сербский солдат поёт о своей разрушенной деревне, о церкви, в которой он венчался, и о горестном отступлении, во время которого он потерял многих своих товарищей. Впоследствии эта песня стала очень популярна в Сербии, особенно у сербских эмигрантов, которые покинули страну после Второй мировой войны.
В Болгарии Первая мировая война рассматривалась как освободительная война, поскольку считалось, что болгарская армия воюет за исторические болгарские территории, на которых проживает значительное число болгар. Большинство болгарских политических деятелей желало присоединения Македонии к Болгарии. После того как Вардарская Македония была оккупирована болгарскими войсками, в 1915 году болгарское правительство начало проводить болгаризацию среди местного населения. Для этих целей были привлечены литературные деятели Болгарии. Ещё с 1913 года известный болгарский поэт Иван Вазов начинает издавать сборники стихов «Песни о Македонии». Болгарские власти использовали эти стихи как средство в идеологической борьбе против сербов. Однако позже сам Вазов осудил свои произведения.